# Ploubalay
Ploubalay [plubalɛ] est une ancienne commune française située dans le département des Côtes-d'Armor, en région Bretagne.
Elle est devenue commune déléguée de Beaussais-sur-Mer le 1er janvier 2017.
Ses habitants sont appelés les Ploubalaysien(ne)s.

## Géographie

### Localisation
Située dans le nord-est des Côtes-d'Armor à la limite du département d'Ille-et-Vilaine, Ploubalay est une commune de bord de mer, mais qui a la particularité de ne pas avoir de plage.
| Saint-Jacut-de-la-Mer      | Lancieux  | Saint-Briac-sur-Mer (Ille-et-Vilaine) |
| Trégon                     | Ploubalay | Pleurtuit (Ille-et-Vilaine)           |
| Créhen                     | Languenan | Tréméreuc Pleslin-Trigavou            |
| Enclave : Plessix-Balisson |           |                                       |

### Lieux-dits et écarts
La commune comprend de nombreux hameaux et quartiers dont les Saudrais, la Ville-Asselin, Brenan.

### Hydrographie
- Le Frémur et son estuaire bordent la partie est de la commune, le ruisseau le Drouet sa partie ouest.
- Le ruisseau de Floubalay traverse la commune du sud au nord et se jette dans la baie de Lancieux.
- La route D 768 en direction de Plancoët délimite un espace nommé « les Polders ». La mer montait en effet jusqu'au milieu du bourg actuel, dans les zones marécageuses où se trouvent les lotissements de la Prée Neuve et le nouveau centre commercial. La digue qui fut construite [réf. nécessaire] permit de stopper la propagation de la mer lors des marées d'équinoxe. Cela a généré un envasement qui désormais prive définitivement la commune de plage.

### Climat
Pour des articles plus généraux, voir Climat de la Bretagne et Climat des Côtes-d'Armor.

### Voies de communication et transports
Ploubalay dispose d'une centaine de kilomètres de routes[réf. nécessaire].

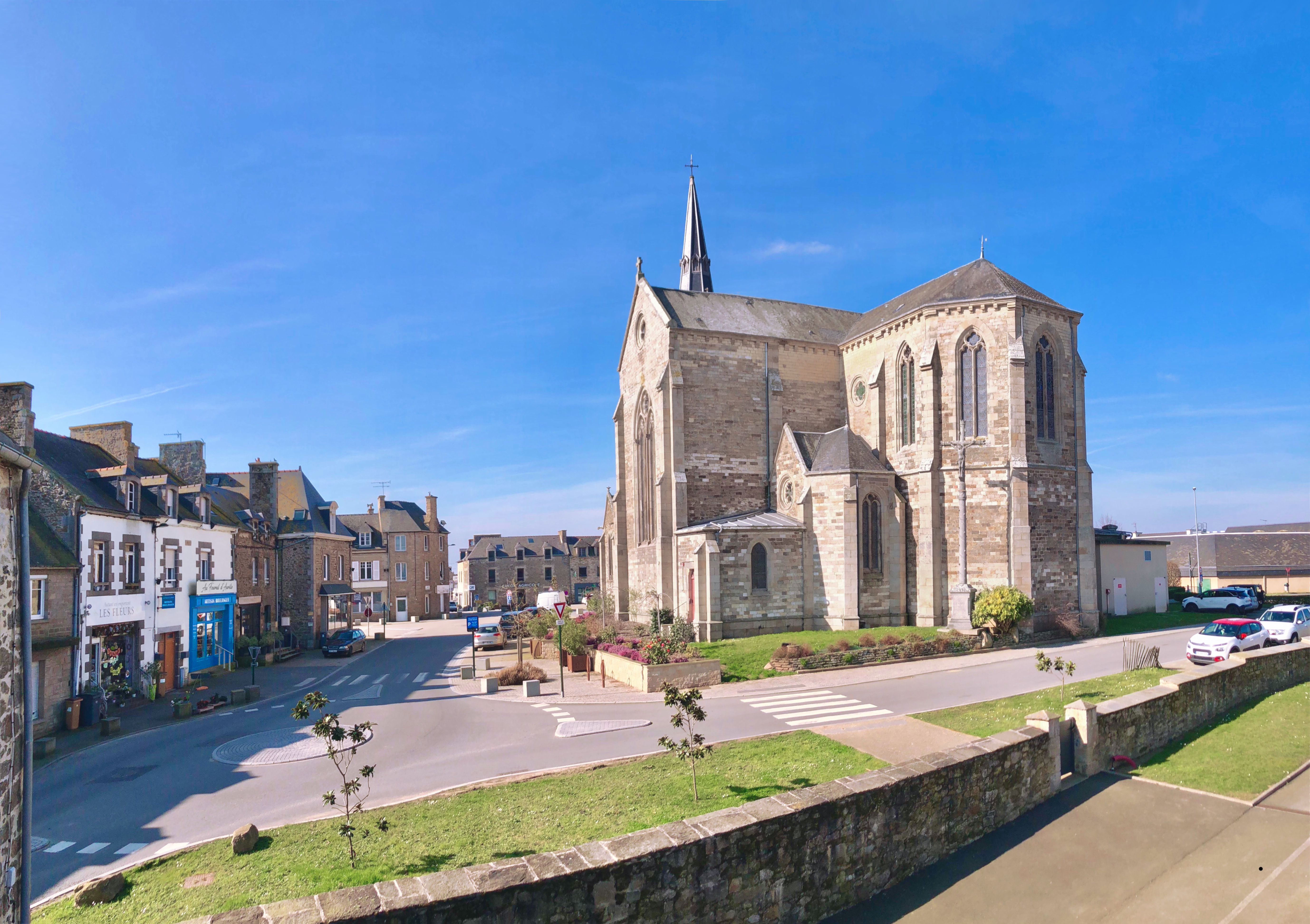
Le chevet et le transept sud de l’église Saint-Pierre-et-Saint-Paul, avec la D768 qui passe par la rue du Colonel Pléven.

La commune a acquis le surnom de « carrefour des plages » du fait de sa situation géographique. En effet, le bourg est traversé par la route départementale D 2 reliant Dinan à la côte, et la route D 786 reliant Plancoët à Dinard.

## Toponymie
Le nom de la localité est attesté sous les formes Ploballeio en 1163, Parochia de Plabela en 1269, Ploubala en 1310, Plobala vers 1330, Ploubalay en 1348, Ploeballa en 1392, Ploubala en 1399, Plobalai en 1405, Ploubalay en 1439, Pluballay en 1444 et en 1551[réf. nécessaire].
Le nom de la localité de Ploubalay est d'origine brittonique. Le premier élément plou̟- procède du moyen breton ploe au sens de « communauté » puis, par extension, « paroisse ». Le second élément, balay, représente l’anthroponyme Balae (Bachla, Valay ou Balao)[réf. nécessaire]. Il s'agit probablement de saint Balay († en 524), vieux breton Balae (variante Bachla) ou Valay ou Balley ou Biabailus, seigneur de Rosmadec en Bretagne, disciple de saint Guénolé, moine à Landévennec, puis ermite sur la montagne de Penflour, près de Châteaulin et Ploermellac ; patron de Ploubalay fêté le 12 juillet, qui aurait été le fondateur de la paroisse de la ville.
Saint Balay aurait aussi donné son nom à un ruisseau traversant la localité, le Froubalay. Les noms de la localité et du ruisseau devraient présenter une mutation de la première consonne( /b/ > /v/ ) de l'anthroponyme Balay mais la francisation précoce de la région semble avoir empêché cette évolution. Il est aussi possible que le saint éponyme de Ploubalay soit un certain saint Palay que l'on retrouve dans Saint-Palais en Plouër et Trebalay en Bannalec.
Le nom de la localité en gallo a été transcrite sous la forme Ploubalà par Henri-François Buffet.

## Histoire

### Haut Moyen Âge
La paroisse primitive de Ploubalay était plus vaste que ce qu'elle est aujourd'hui, elle englobait entièrement toutes les communes adjacentes comme Créhen, Lancieux, Plessix-Balisson, Saint-Jacut-de-la-Mer et Trégon. Cette paroisse est mentionnée la toute première fois en tant qu'église de Ploballeio (l'ancien nom de Ploubalay)  en 1163 dans un écrit du pape Alexandre III qui confirme les droits détenus par l'église de Ploubalay dans celle de Saint-Jacut (Anc.év.IV.278). Elle deviendra officiellement une paroisse en 1439 par un acte du duc Jean V de Bretagne.
La paroisse de Ploubalay était rattachée sous l'Ancien Régime au diocèse de Saint-Malo, et dans celui-ci elle faisait partie de la subdivision du Poudouvre. La première élection municipale se déroula en 1790.

### Moyen Âge
Au Moyen Âge, les manoirs de la Coudrais, de la Mallerie, de la Guérais, de la Ravillais et de la Crochais appartenaient à la seigneurie du Plessix-Balisson.

### XXesiècle

#### Guerres duXXesiècle

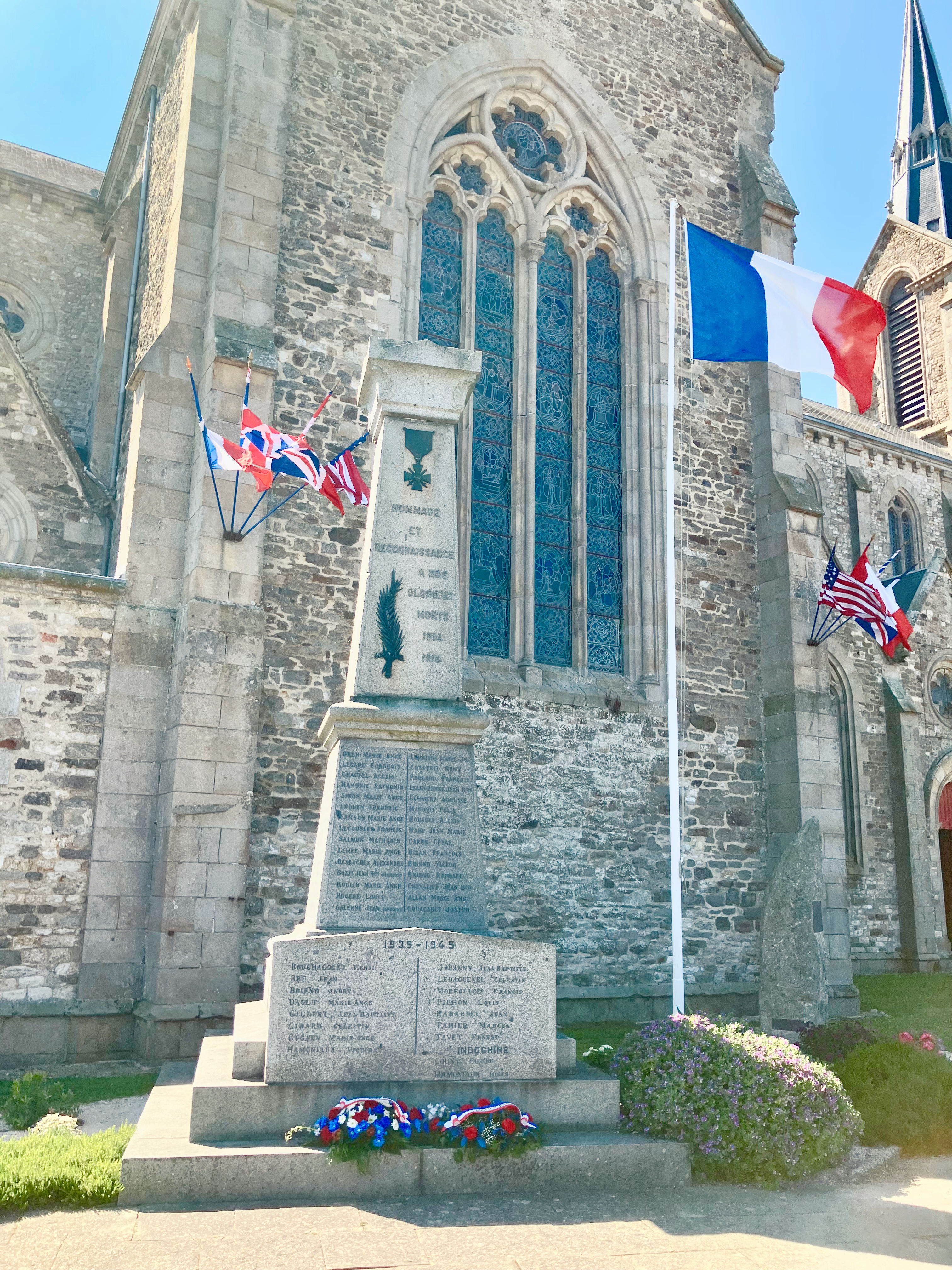
Le monument aux morts de Ploubalay au pied du côté nord du transept de l'église Saint-Pierre-et-Saint-Paul.

Le monument aux Morts porte les noms de 105 soldats morts pour la Patrie :
- 88 sont morts durant la Première guerre mondiale.
- 15 sont morts durant la Seconde guerre mondiale.
- deux sont morts durant la guerre d'Indochine.

### Période contemporaine
Le 16 juin 2016, les trois maires de Ploubalay, Plessix-Balisson et de Trégon ont signé une charte pour la nouvelle commune qui naîtra de la fusion des trois communes le 1er janvier 2017, et qui s'appellera Beaussais-sur-Mer,,.

## Politique et administration

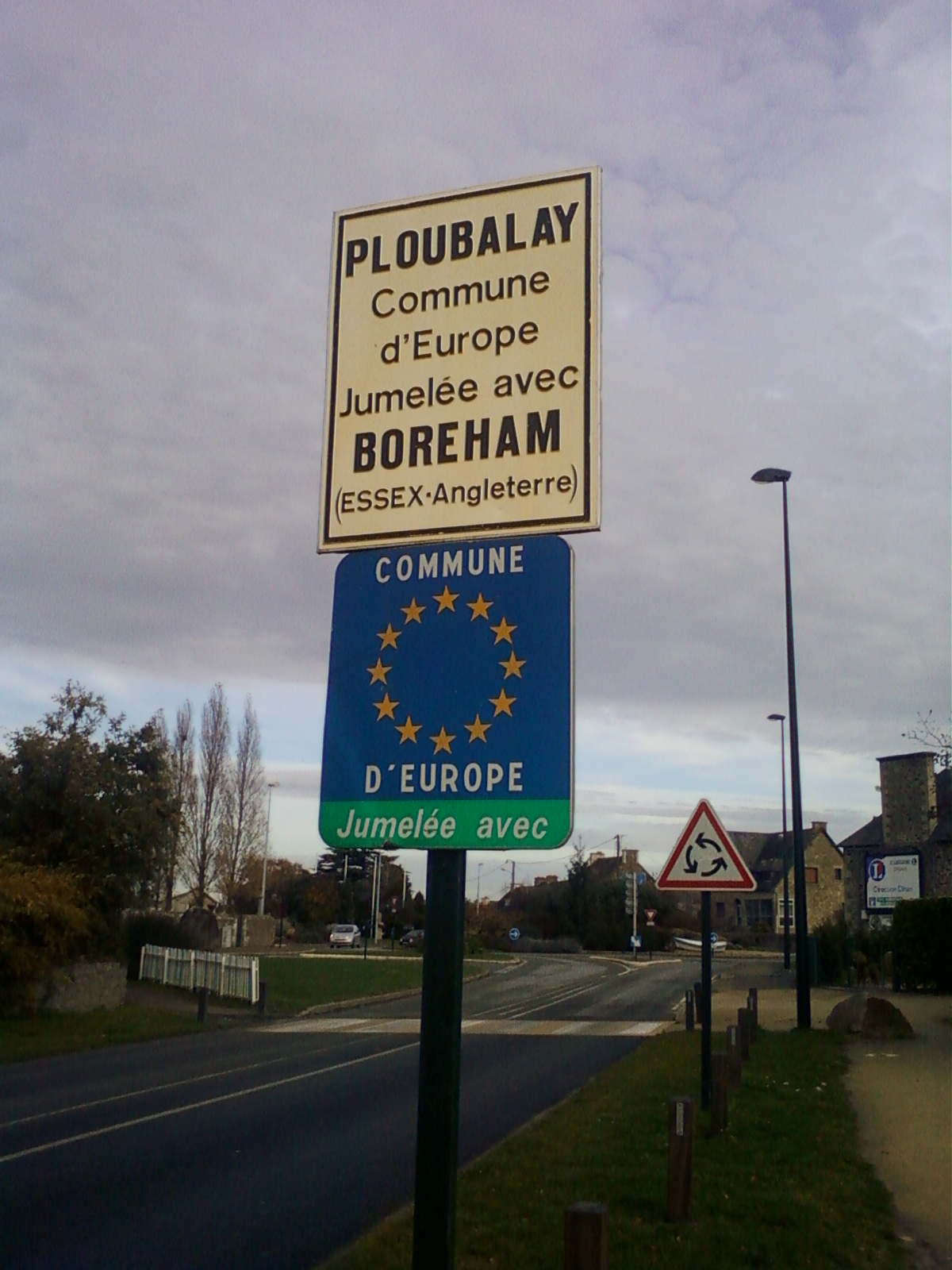
Jumelage de Ploubalay avec Boreham.

### Liste des maires
| Période                                  | Période           | Identité                 | Étiquette | Qualité |
| ---------------------------------------- | ----------------- | ------------------------ | --------- | --- |
| ?                                        | 1941 (révocation) | Jean-Baptiste Le Monnier | Rad.      | Médecin Conseiller général du canton de Ploubalay (1907 → 1941)                                                                     |
| 24 mars 1941                             | août 1944         | Ernest Rouxel            |           | Cultivateur |
| Les données manquantes sont à compléter. |                   |                          |           | |
| 1945                                     | mars 1983         | Ernest Rouxel            | PDM       | Cultivateur Député de la 2e circonscription des Côtes-du-Nord (1969 → 1973) Conseiller général du canton de Ploubalay (1945 → 1973) |
| mars 1983                                | juin 1995         | Jean Cochet              | DVD       | Vétérinaire |
| juin 1995                                | mars 2008         | Henri Derouin            | app. PS   | Retraité de l'Éducation nationale                                                                                                   |
| mars 2008                                | mars 2014         | Marie-Annick Guguen      | PS        | Assistante sociale retraitée Vice-présidente de la CC Côte d'Émeraude                                                               |
| mars 2014                                | décembre 2016     | Eugène Caro              | DVD       | Chef d'entreprise Conseiller départemental du canton de Pleslin-Trigavou (2015 → )                                                  |
| Les données manquantes sont à compléter. |                   |                          |           | |

### Jumelages
Ploubalay est jumelée avec la ville de Boreham, Essex (comté) ( Royaume-Uni) depuis 1987.

## Population et société

### Démographie

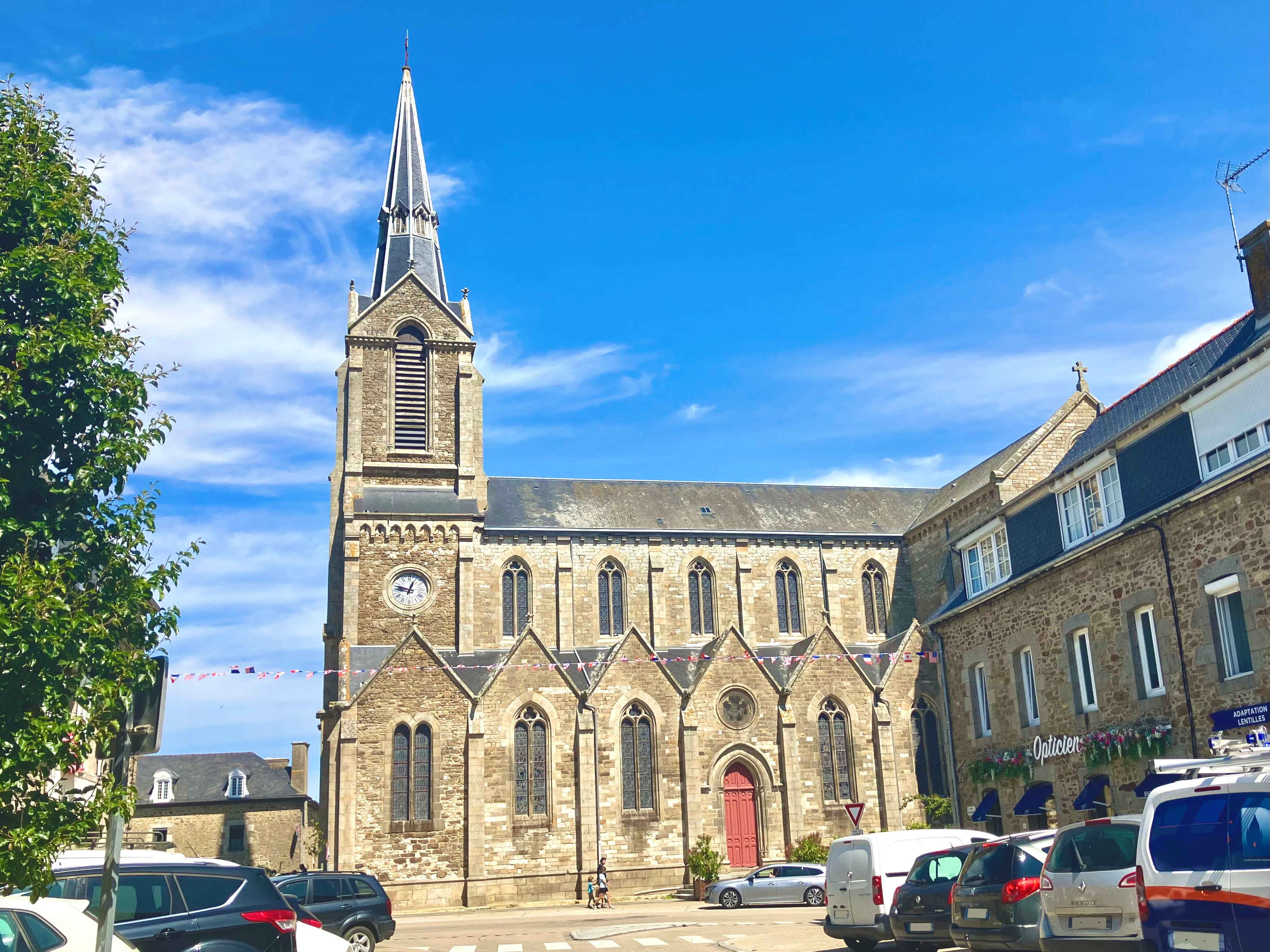
L’église Saint-Pierre-et-Saint-Paul et la place du Martray.

L'évolution du nombre d'habitants est connue à travers les recensements de la population effectués dans la commune depuis 1793. À partir du 1er janvier 2009, les populations légales des communes sont publiées annuellement dans le cadre d'un recensement qui repose désormais sur une collecte d'information annuelle, concernant successivement tous les territoires communaux au cours d'une période de cinq ans. 
Pour les communes de moins de 10 000 habitants, une enquête de recensement portant sur toute la population est réalisée tous les cinq ans, les populations légales des années intermédiaires étant quant à elles estimées par interpolation ou extrapolation. Pour la commune, le premier recensement exhaustif entrant dans le cadre du nouveau dispositif a été réalisé en 2006,.
En 2014, la commune comptait 3 077 habitants, en évolution de +14,3 % par rapport à 2009 (Côtes-d'Armor : +1,68 %, France hors Mayotte : +2,49 %).
| 1793  | 1800  | 1806  | 1821  | 1831  | 1836  | 1841  | 1846  | 1851  |
| ----- | ----- | ----- | ----- | ----- | ----- | ----- | ----- | ----- |
| 2 315 | 1 385 | 1 773 | 2 245 | 2 409 | 2 563 | 2 536 | 2 667 | 2 710 |

| 1856  | 1861  | 1872  | 1876  | 1881  | 1886  | 1891  | 1896  | 1901  |
| ----- | ----- | ----- | ----- | ----- | ----- | ----- | ----- | ----- |
| 2 671 | 2 706 | 2 679 | 2 689 | 2 582 | 2 455 | 2 525 | 2 530 | 2 538 |

| 1906  | 1911  | 1921  | 1926  | 1931  | 1936  | 1946  | 1954  | 1962  |
| ----- | ----- | ----- | ----- | ----- | ----- | ----- | ----- | ----- |
| 2 409 | 2 410 | 2 140 | 2 090 | 2 119 | 2 164 | 2 225 | 2 217 | 2 171 |

| 1968  | 1975  | 1982  | 1990  | 1999  | 2011  | 2014  | - | - |
| ----- | ----- | ----- | ----- | ----- | ----- | ----- | - | - |
| 2 156 | 2 217 | 2 292 | 2 334 | 2 385 | 2 846 | 3 077 | - | - |

### Service municipaux

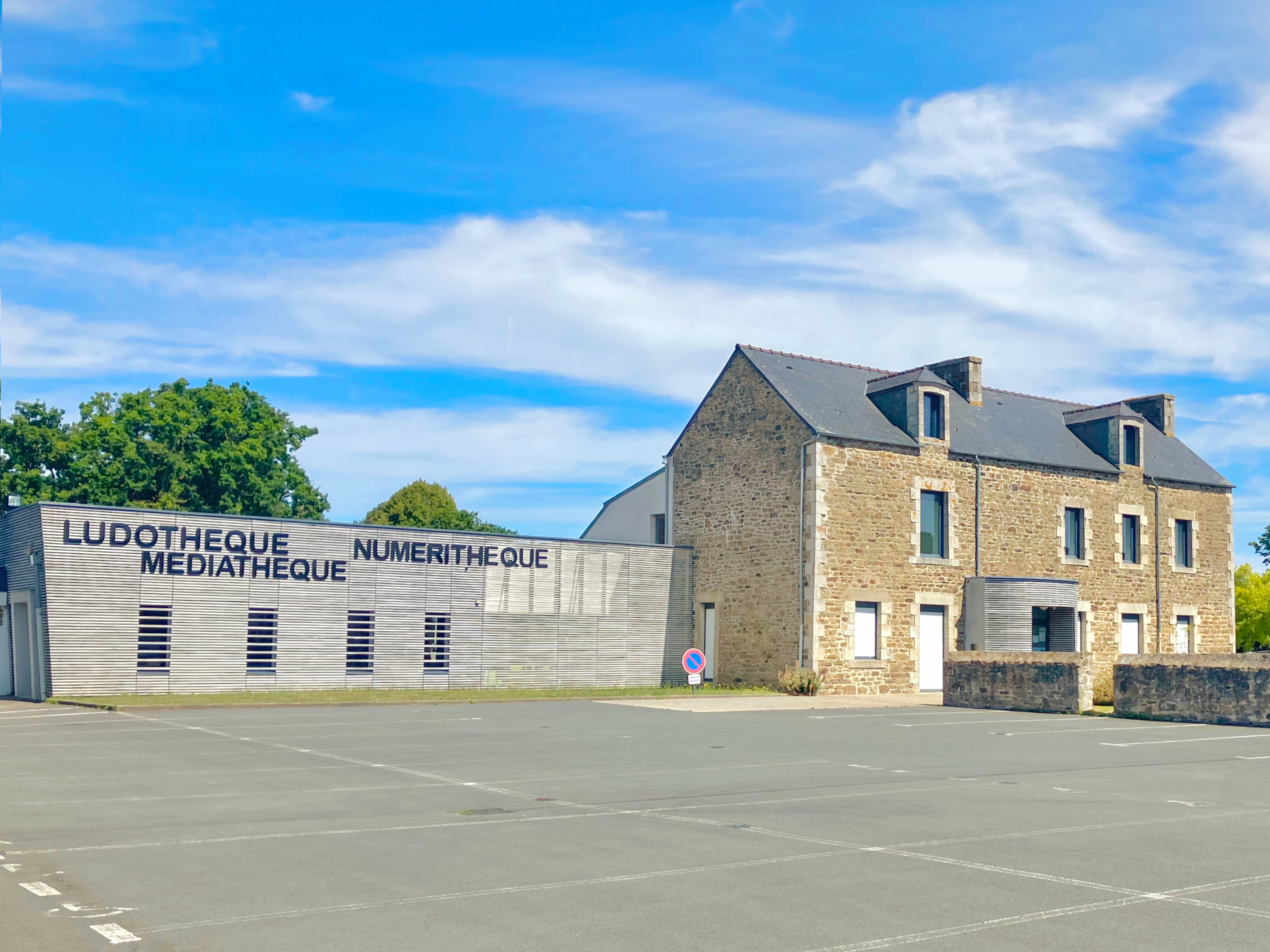
La ludothèque-numérithèque-médiathèque.

- Bibliothèque municipale, médiathèque, ludothèque et numérithèque.
- Accueil de loisirs (mercredis et vacances scolaires).
- EHPAD (ancien foyer-logement).
- Camping municipal (juillet et août)[17].
- Syndicat d'initiative (juillet et août).
- Centre communal d'action sociale en mairie de Ploubalay.

### Services intercommunaux

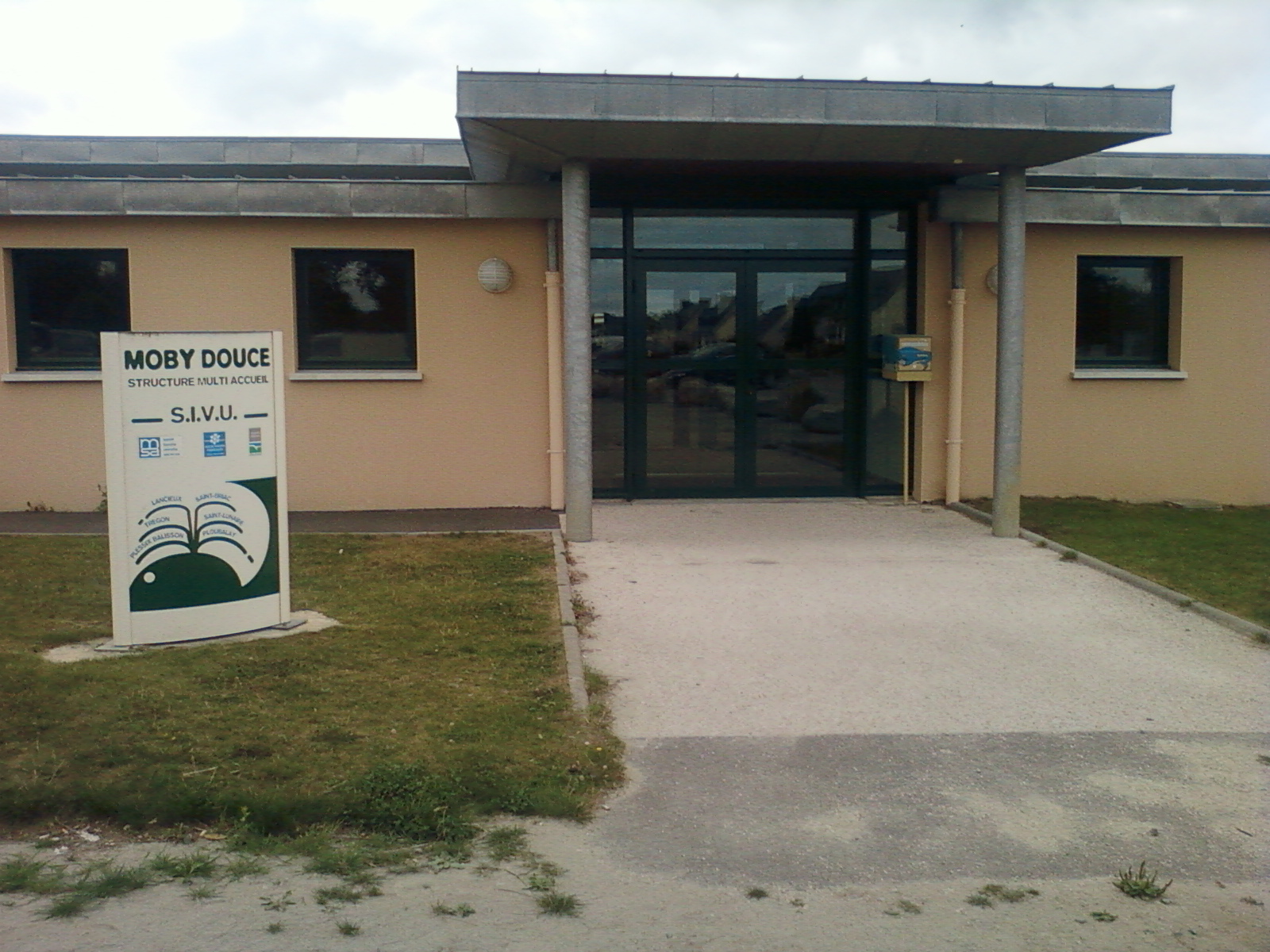
La crèche de Ploubalay.

- SIVU crèche et multi-accueil « Mobydouce ».
- CAP Sports et CAP Armor (avec Lancieux).
- SA d'HLM La Rance
- SIDCOM.

### Services publics

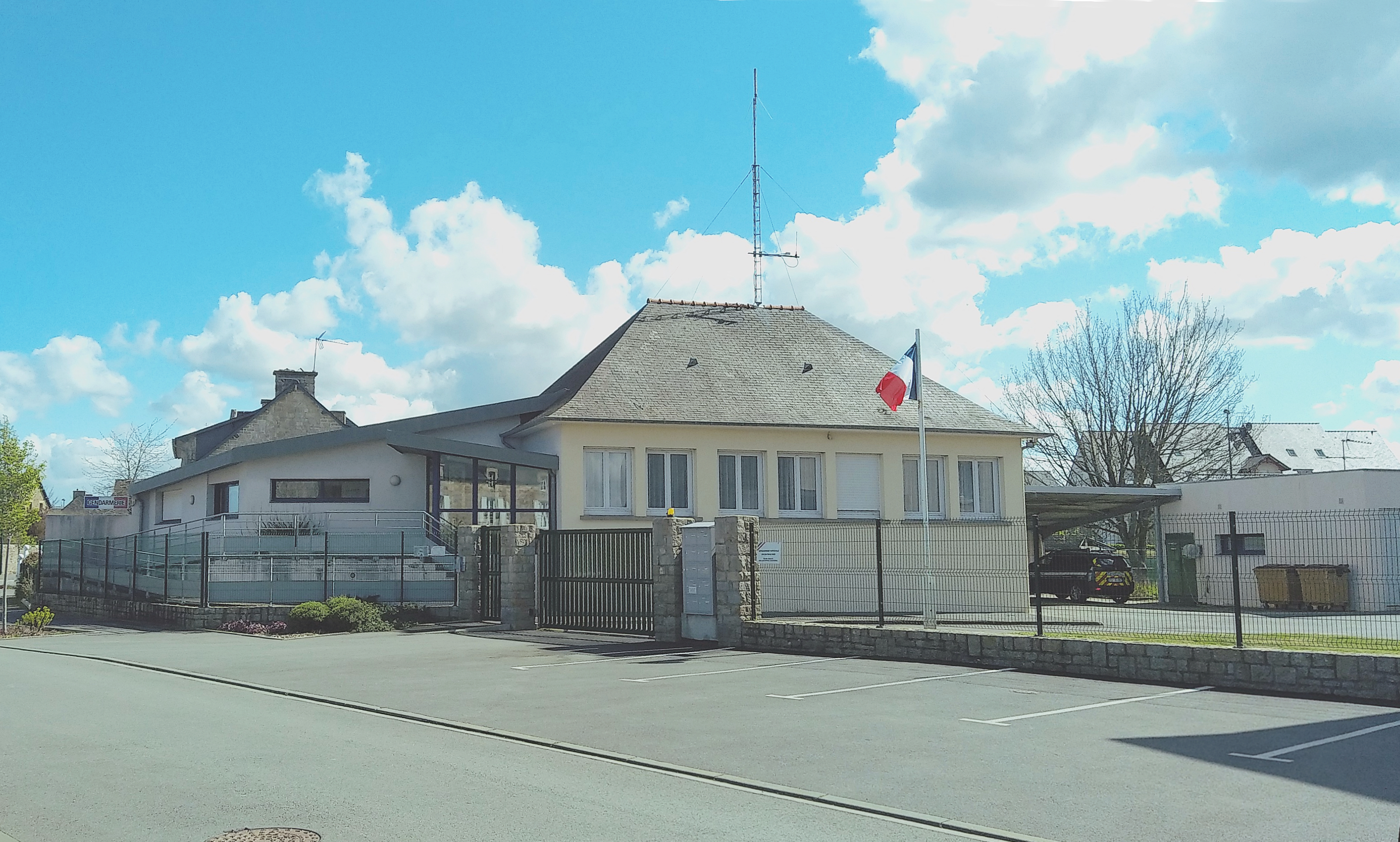
La brigade de Gendarmerie de Ploubalay.

- Gendarmerie
- La Poste

### Scolarité
- Espace scolaire Henri-Derouin (écoles maternelle et élémentaire publiques).

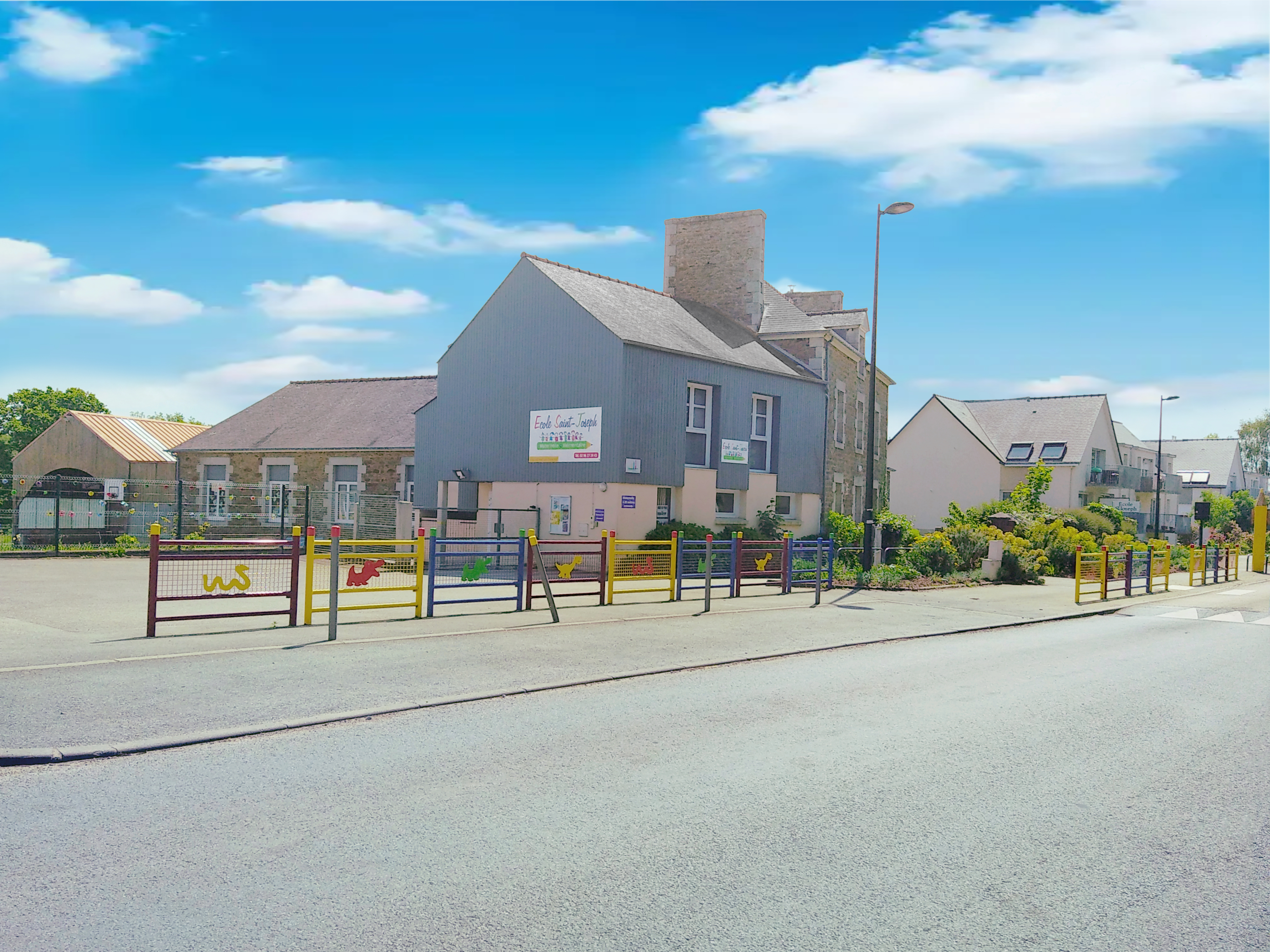
L’école Saint-Joseph.

- École Saint-Joseph (enseignement catholique de Bretagne).
- Restaurant d'enfants (le midi, les jours d'école, pour les enfants du public et du privé).
- Accueil de loisirs périscolaires (matin et soir les jours d'école).

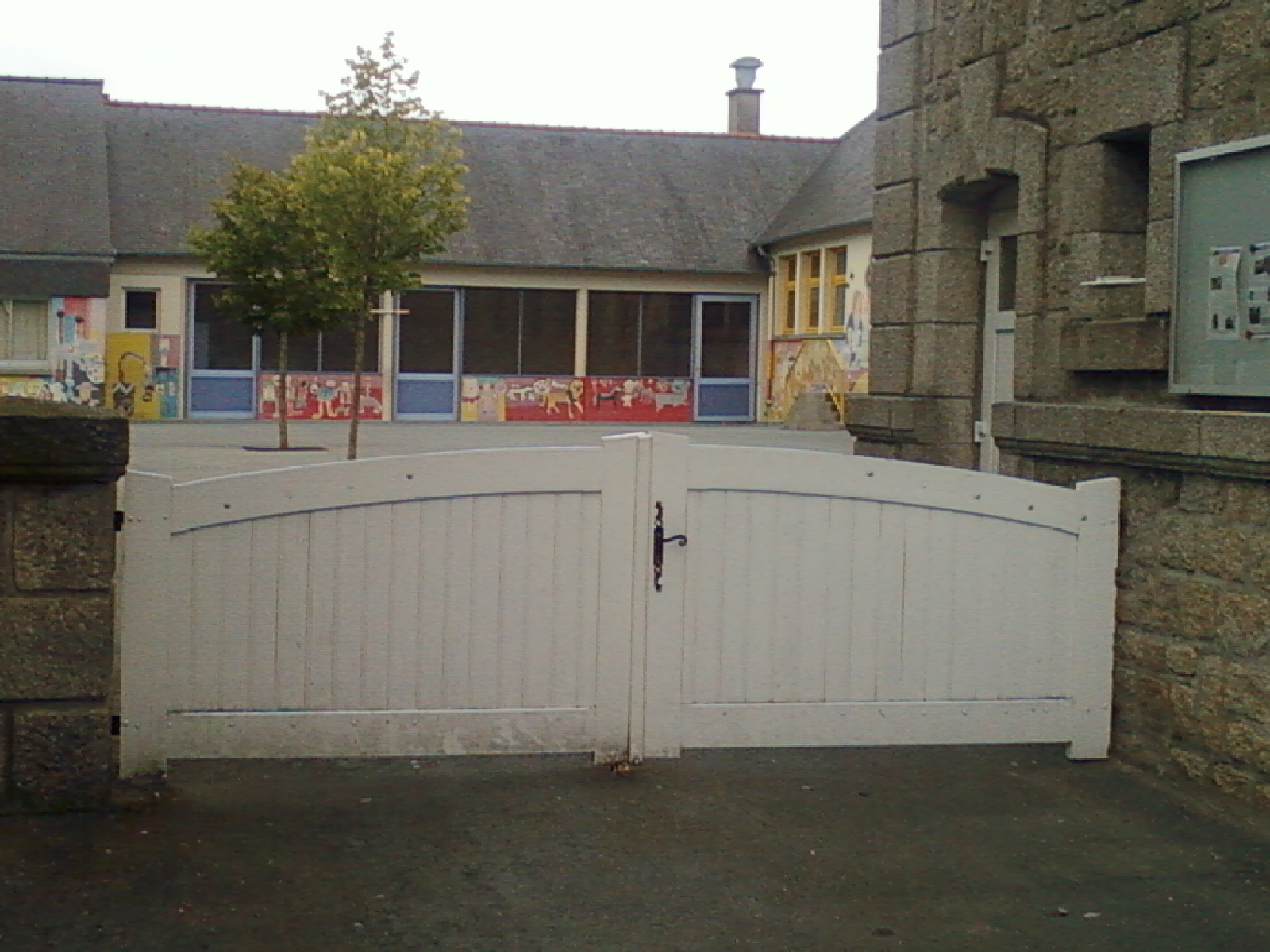
École de Ploubalay.
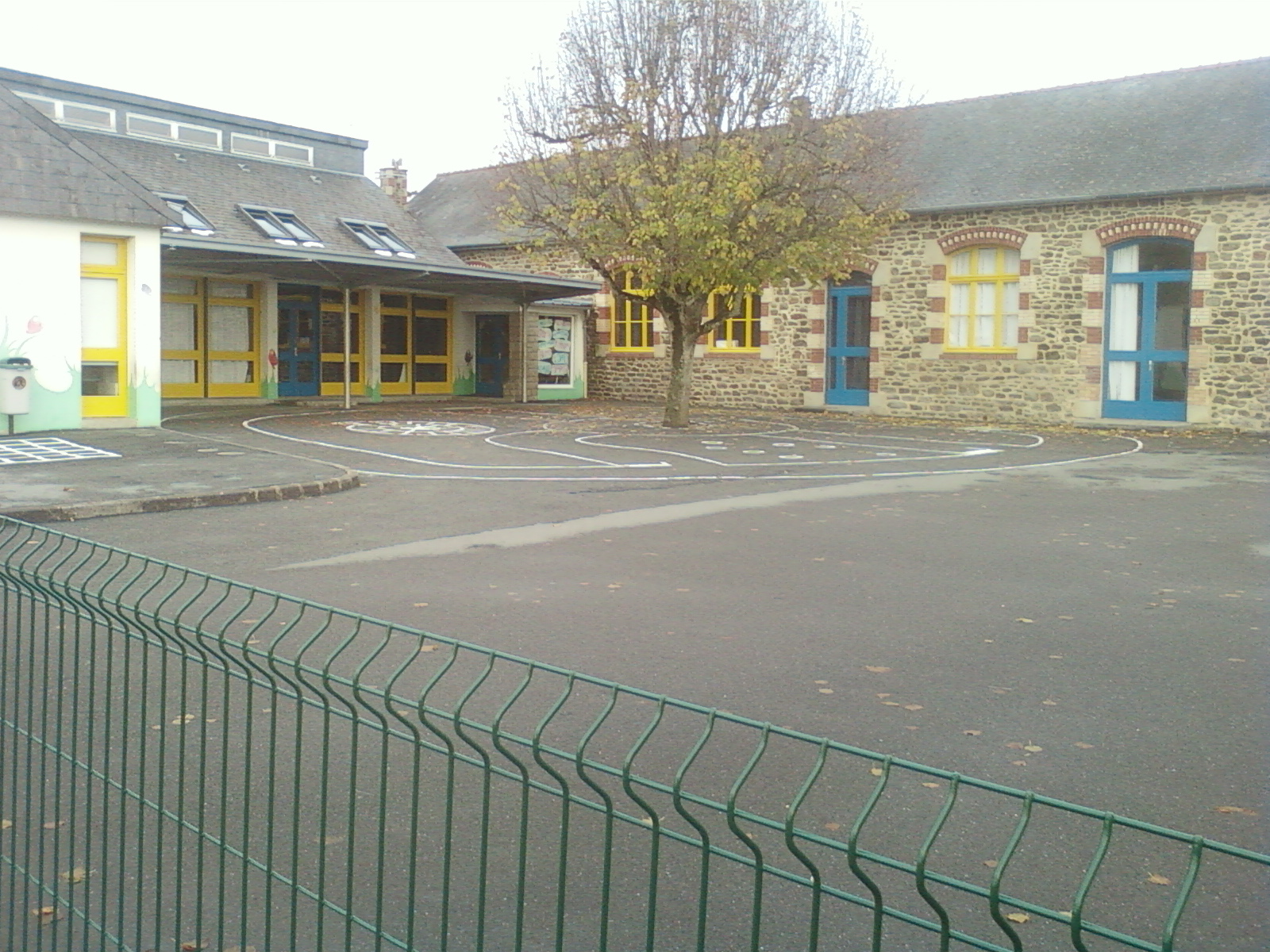
Maternelle de Ploubalay.
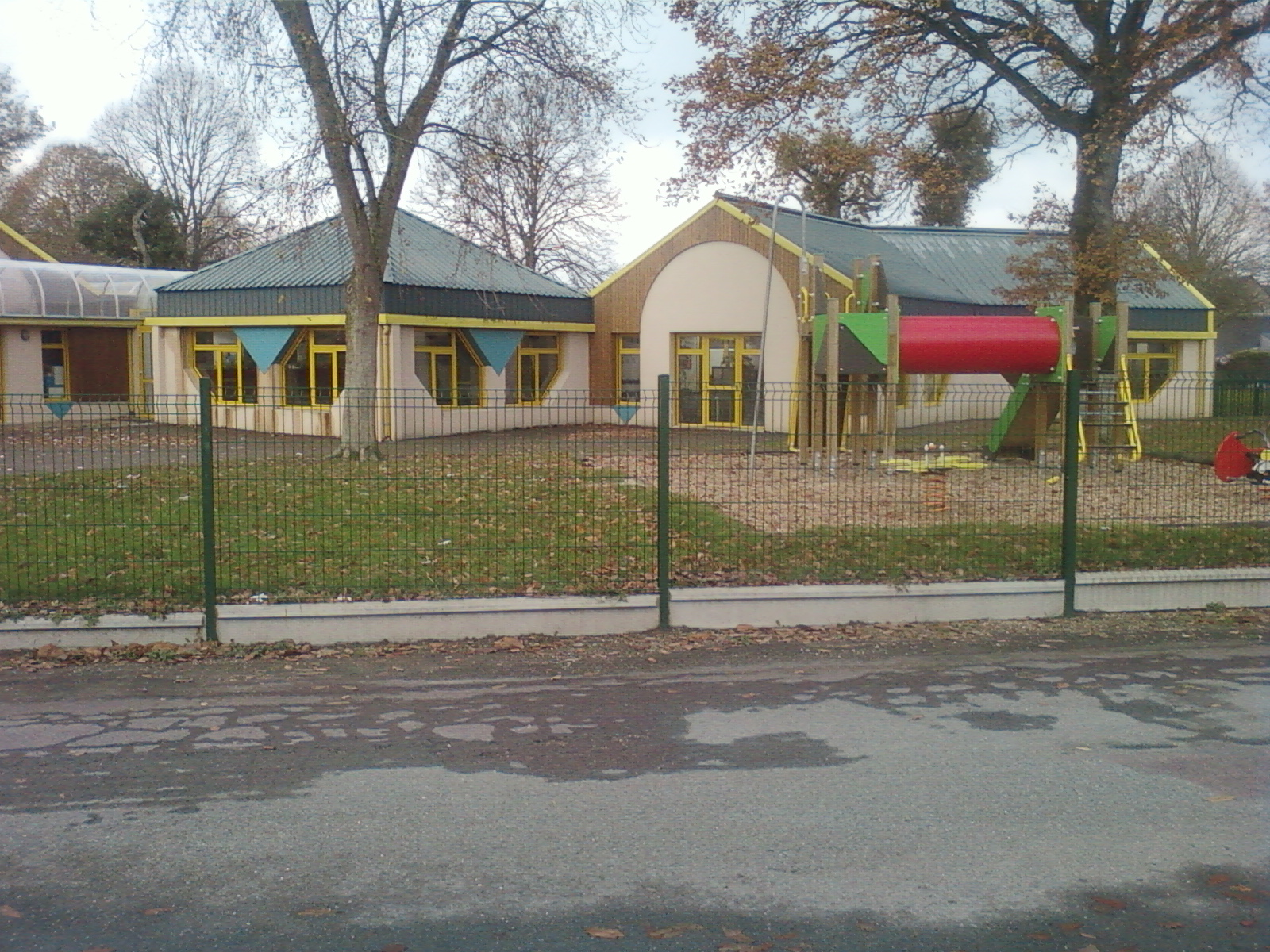
Cantine de Ploubalay.
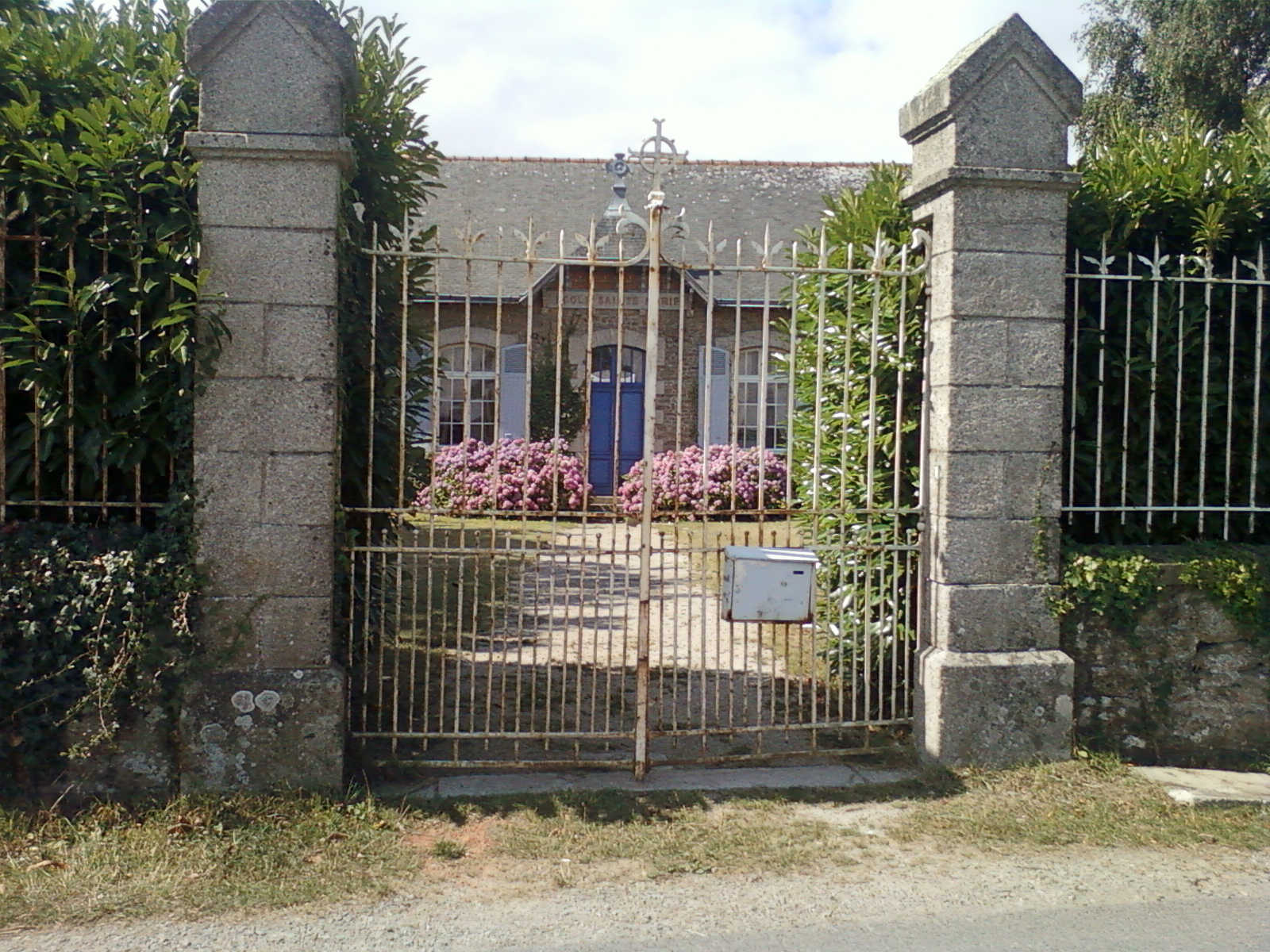
Ancienne école Sainte-Marie.
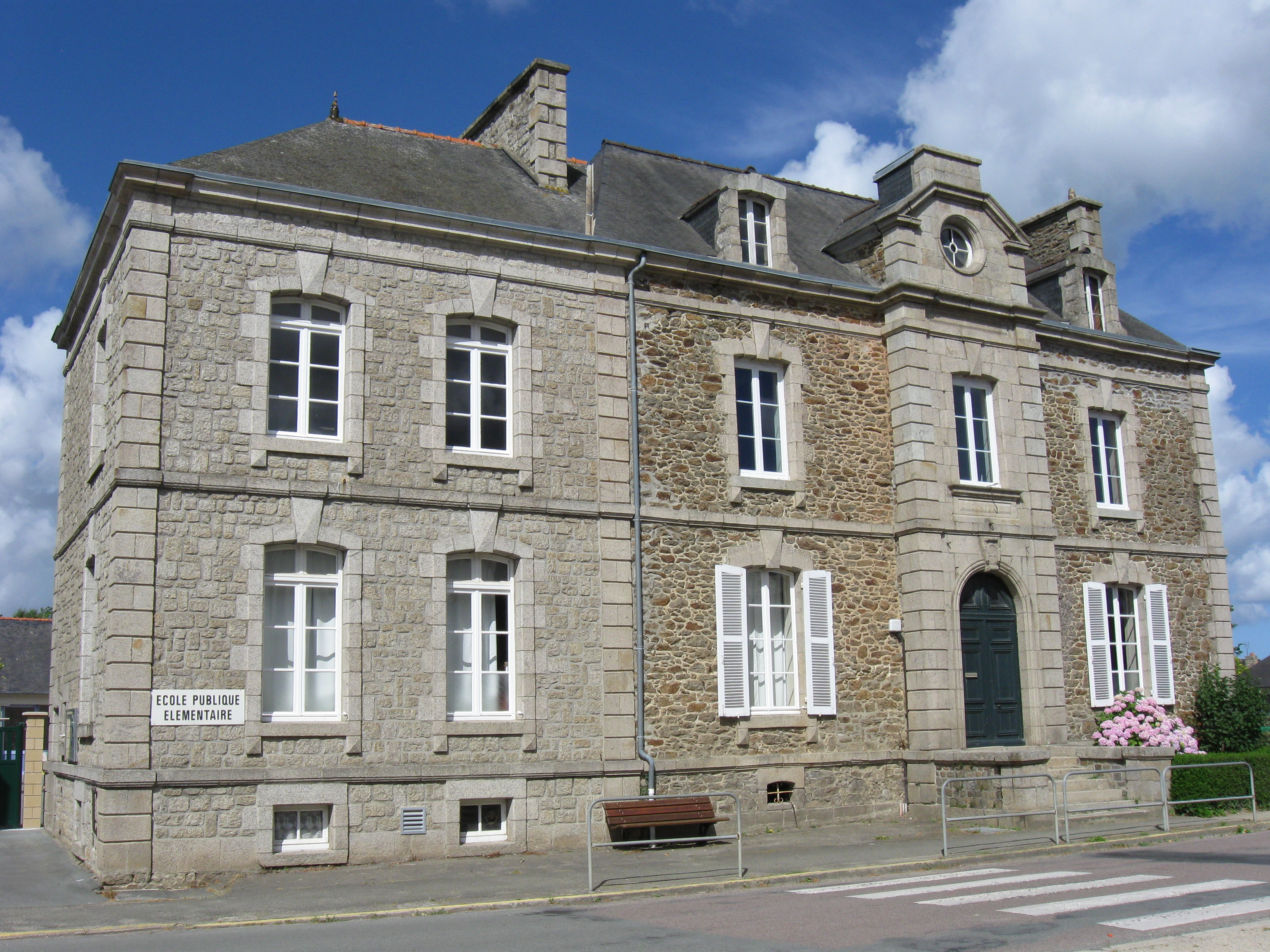
Ancienne mairie-école…
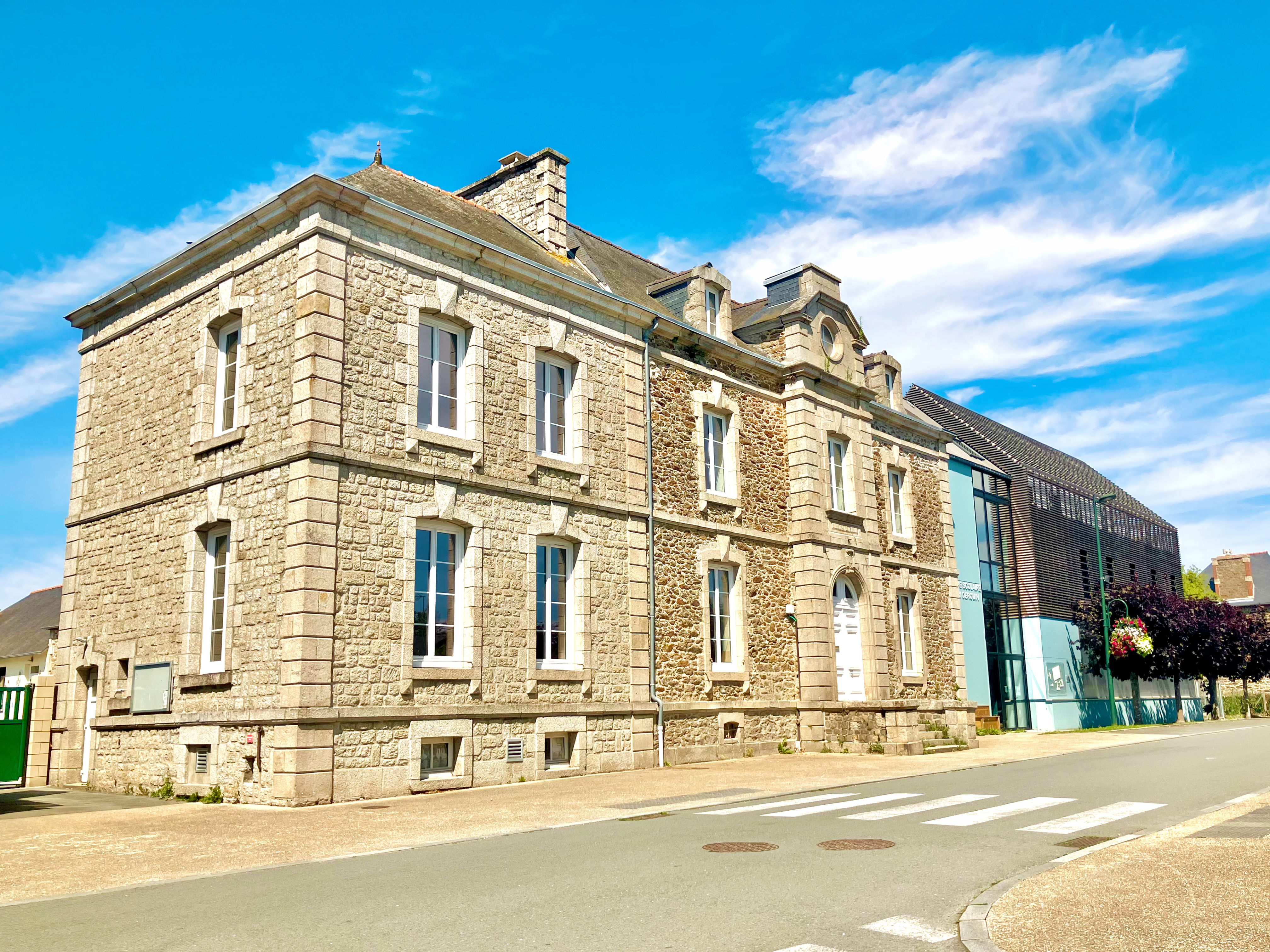
… devenue le groupe scolaire Henri Derouin après révovation et extension contemporaine.

### Manifestations culturelles et festivités
- Feu de la Saint-Jean.

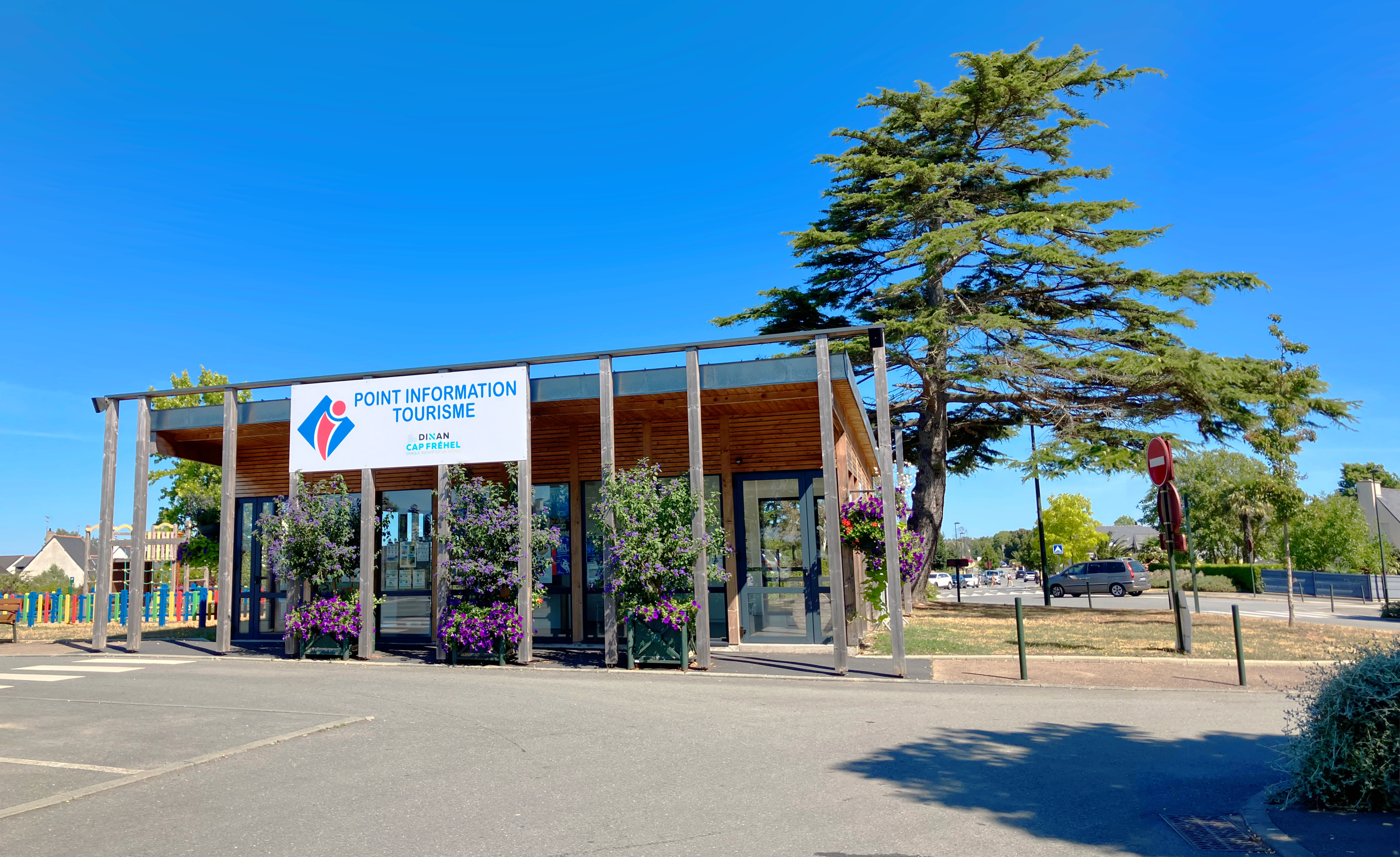
Le Point Information Tourisme de Ploubalay.

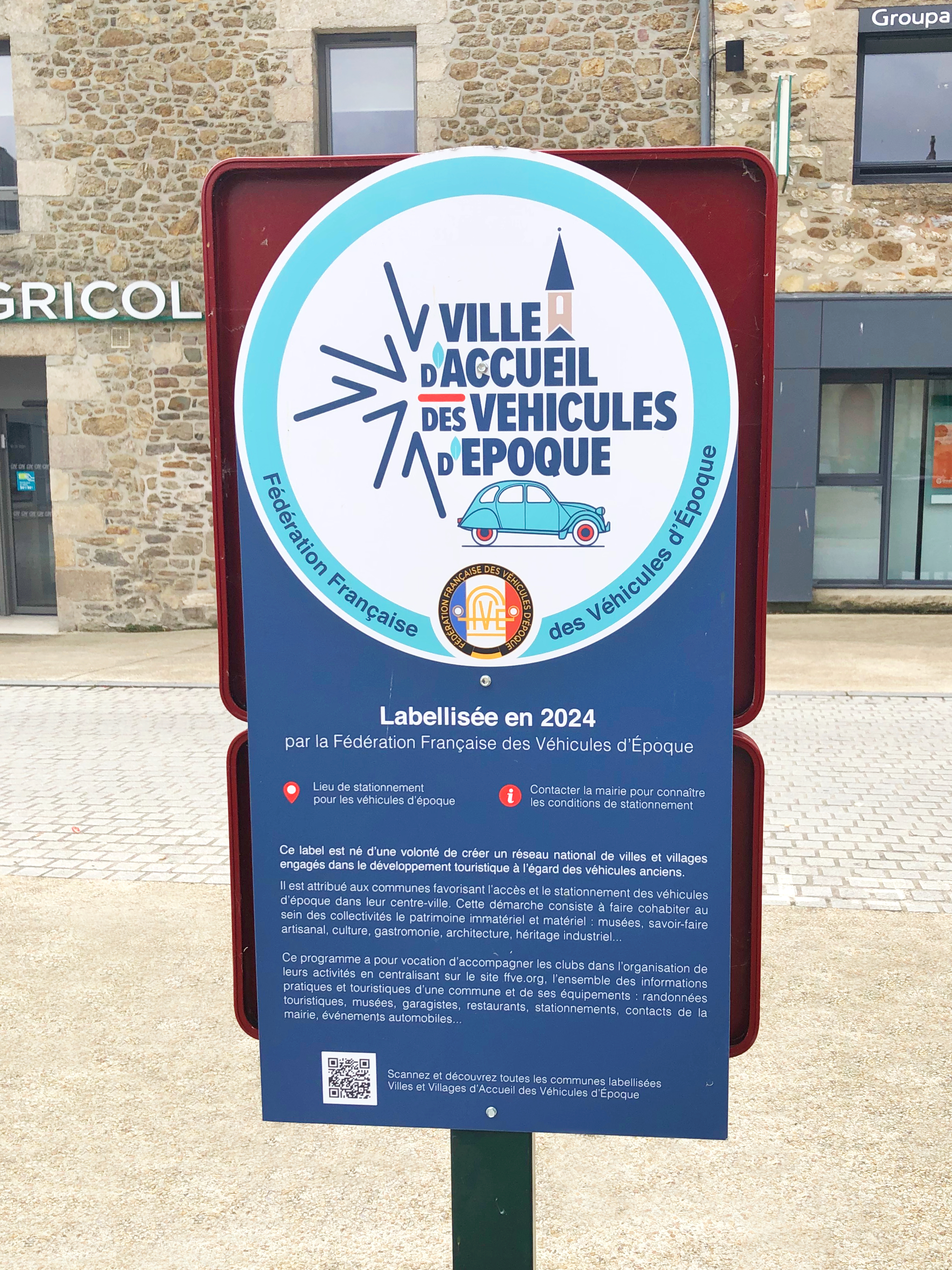
Panneau installé face à l’église Saint-Pierre-et-Saint-Paul, indiquant que la commune est « ville d’accueil des véhicules d‘époque », ainsi labellisée par la Fédération française des véhicules d'époque en 2024.

- Tournoi de football Mickaël-Esnault.
- Bal populaire du 14 Juillet.
- Concours d'attelage (Ploubalay - Lancieux), en août.
- Foire de la Saint-Mathieu, dite « Foire aux ânes », fête foraine et vide grenier (troisième week-end de septembre).
- Le festival annuel de musique Ska : Les Fennecs (ce festival n'existe plus à Ploubalay, il se déroule désormais dans le pays de Dinan).
- De 1978 à 1988, il y a eu les 24 Heures de Bretagne, une compétition de moto-cross qui avait lieu sur le circuit des vallées Bonas. En 1985, c'est Coluche qui en donna le départ. Cette épreuve d'endurance attire alors plus de 100 équipages, et des dizaines de milliers de spectateurs. Les 24 Heures de Bretagne étaient avant tout une grande fête pour le public[18].
- Chaque 3e dimanche du mois, Vintage Mécaniques 22, une association loi 1901 qui regroupe les vieilles mécaniques de la Côte d’Emeraude, un club d’une soixantaine de membres et d’une centaine de véhicules basé sur la commune, se réunit sur la place de la Nuit du 6 Août 1944 au son des cloches de l’église de Ploubalay qui annoncent la messe dominicale. L’événement n’est pas énorme en nombre de voitures, mais la diversité et l’accessibilité des passionnés présents donnent à ce rassemblement de Ploubalay une saveur particulière. De plus, la commune est labellisée « ville d’accueil des véhicules d‘époque » par la Fédération française des véhicules d'époque depuis le dimanche 17 novembre 2024[19],[20],[21]. Ploubalay a été la ville cœur des éditions 2018 et 2025 du Tour de Bretagne de véhicules anciens organisé par l’ABVA (Association Bretonne de Véhicules Anciens). Pendant trois jours, 330 km de routes bucoliques attendent les participants venus aussi bien à Solex, à moto, en voiture qu’en camion ancien. Pour limiter les risques d’erreur de lecture du roadbook, l’itinéraire est guidé par un fléchage et est ouvert par des motards à chaque intersection. Quand un doute subsiste, les participants demandent leur chemin à la foule venue sur le bord des routes pour voir cette fête roulante[22].

## Économie
Marché le vendredi matin sur la place de l'église.

## Culture locale et patrimoine

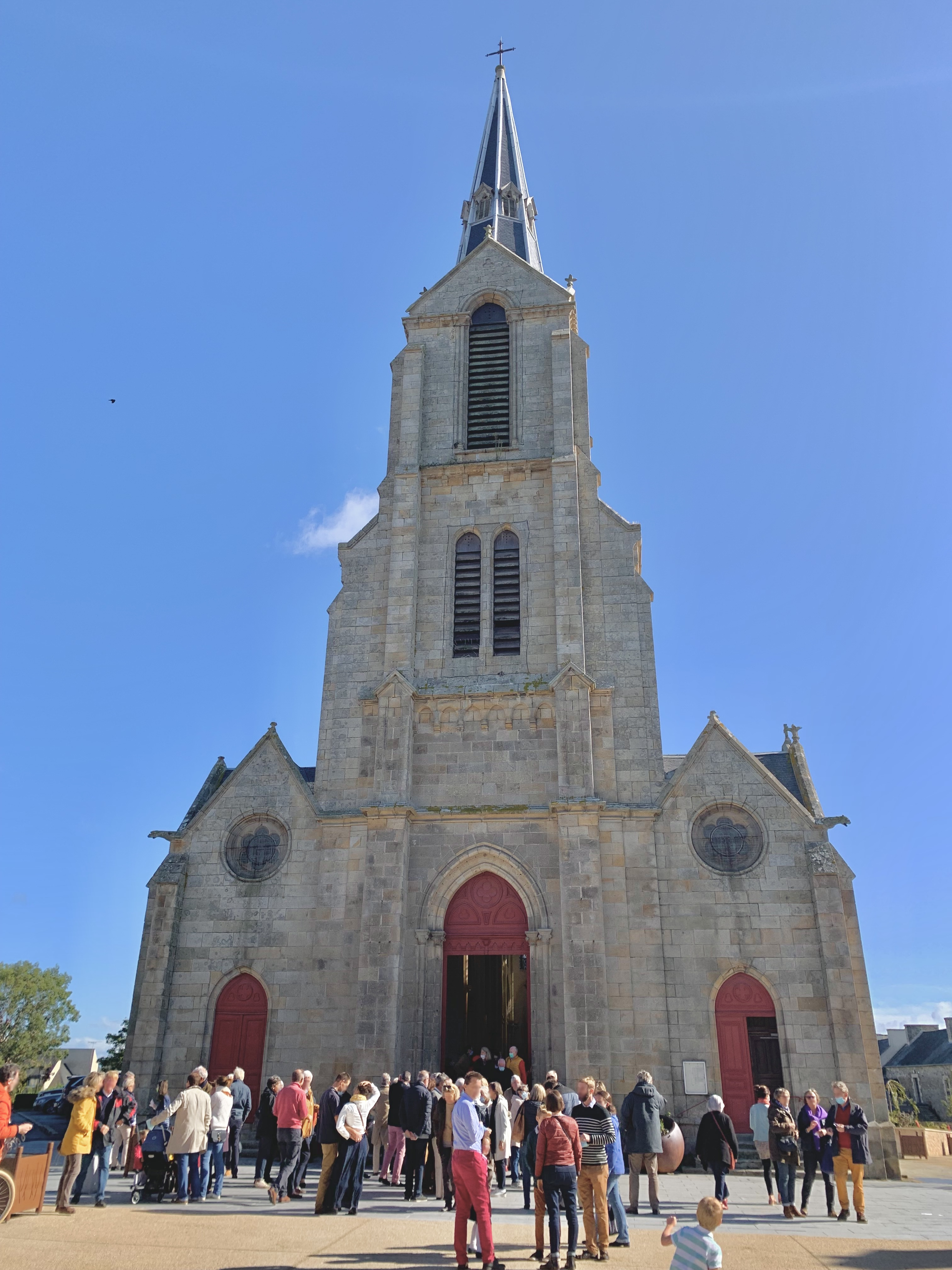
L’église Saint-Pierre-et-Saint-Paul.

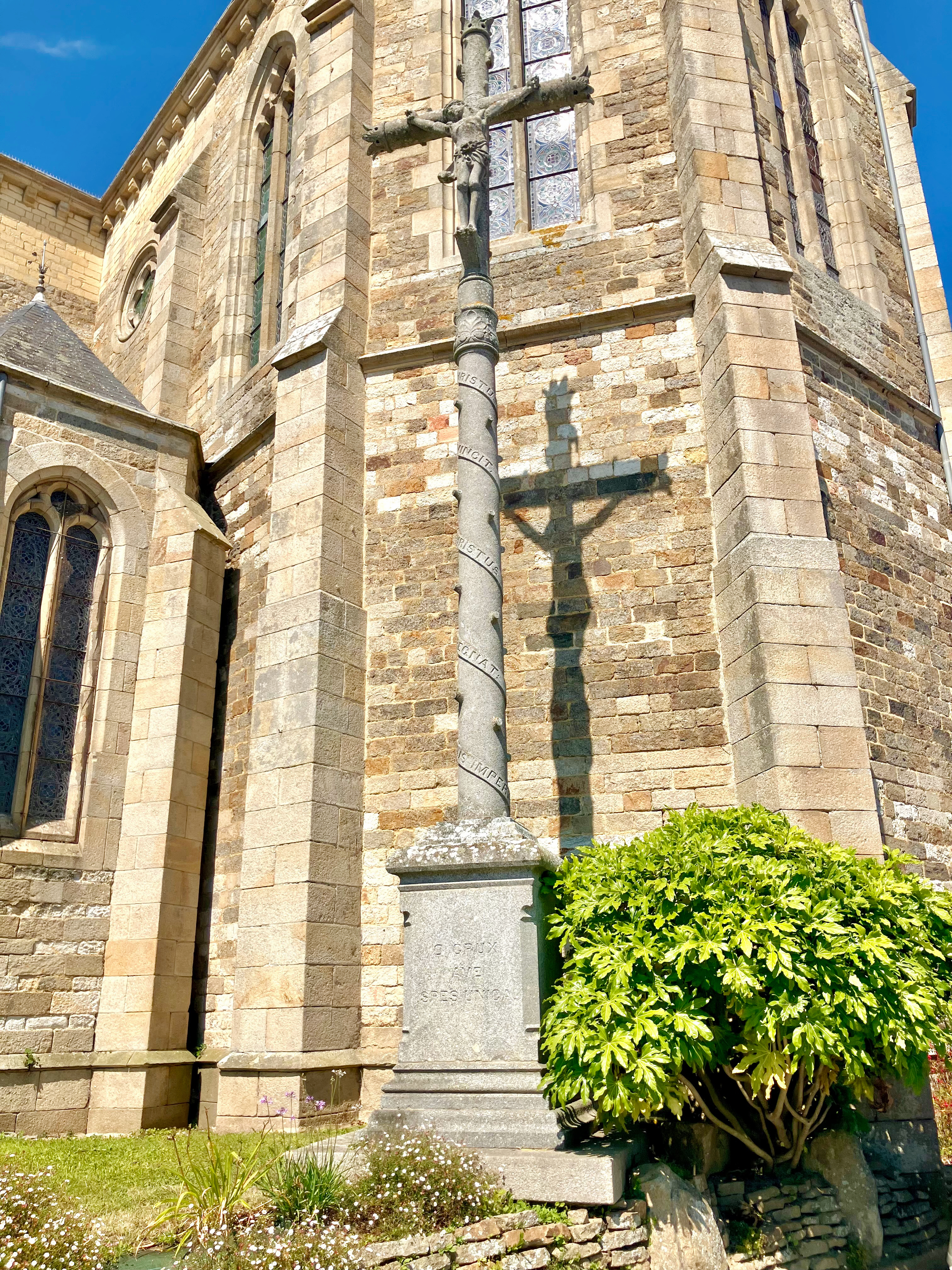
Le calvaire au pied du chevet de l’église.

### Lieux et monuments

#### Constructions anciennes remarquables
- L'église Saint-Pierre-et-Saint-Paul reconstruite en 1869[23].
- La chapelle Saint-Cadreuc[24] édifiée à proximité de l'ancien prieuré Saint-Cadreuc.
- La chapelle de La Ville Briand[25] propriété du château de La Mallerie, XVe siècle.
- Le château de la Ravillais et son  jardin paysager, inscrit à l'inventaire général du patrimoine culturel[26].
- Le château de la Mallerie, XVIIIe siècle, inscrit à l'inventaire général du patrimoine culturel[27]. Il a appartenu à la famille du Breil puis à partir de 1787 à Toussaint Briot, qui en a fait un centre de recrutement royaliste pendant la Révolution[28].
- Le château de la Crochais le long du Frémur[29].
- Le manoir de la Coudraye inscrit aux monuments historiques par arrêté du 24 juillet 1964[30],[31].
- Le manoir de Belêtre[32] au lieu-dit Bel Être.
- Le manoir de la Guérais[33].

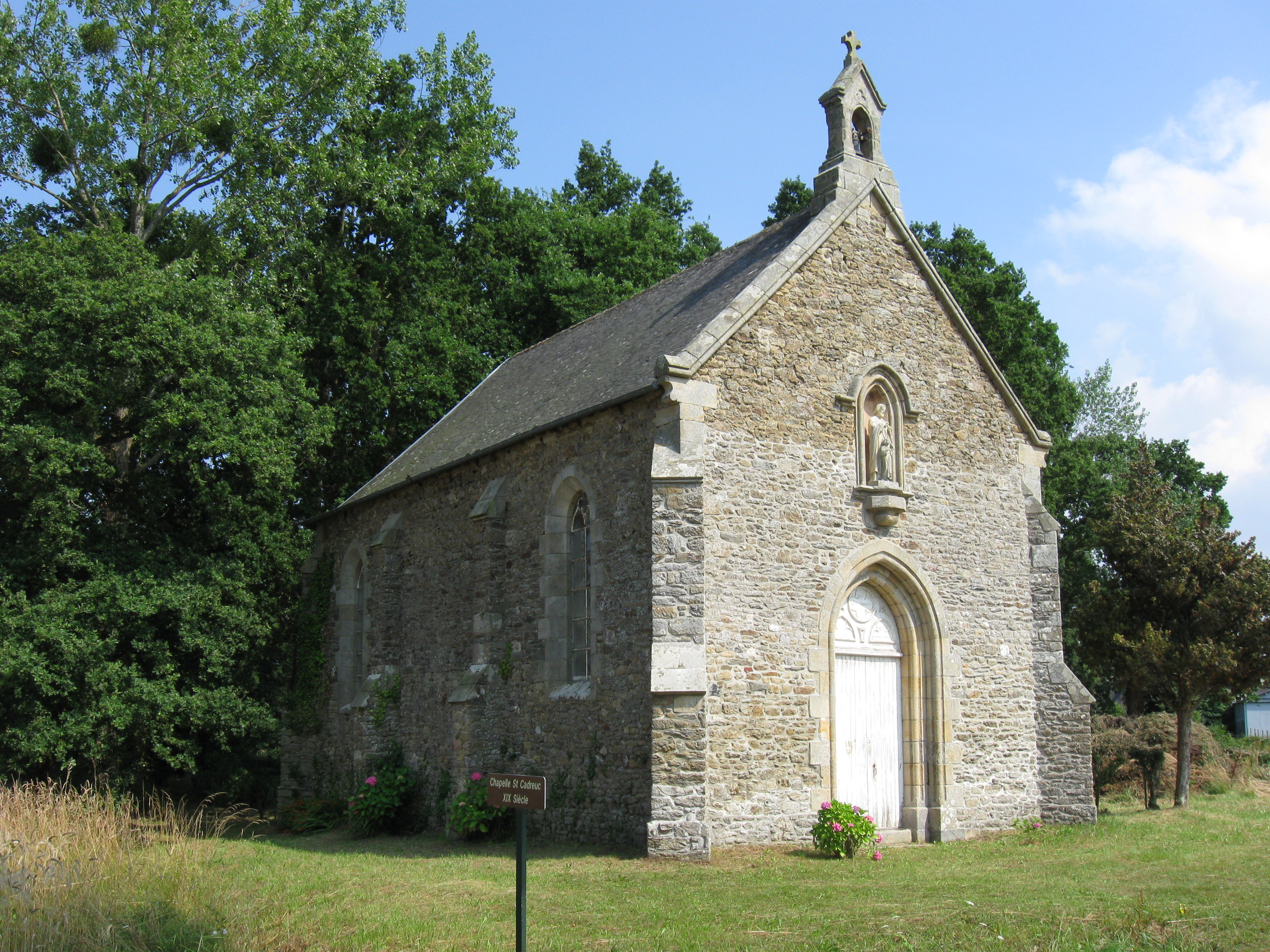
La chapelle Saint-Cadreuc.
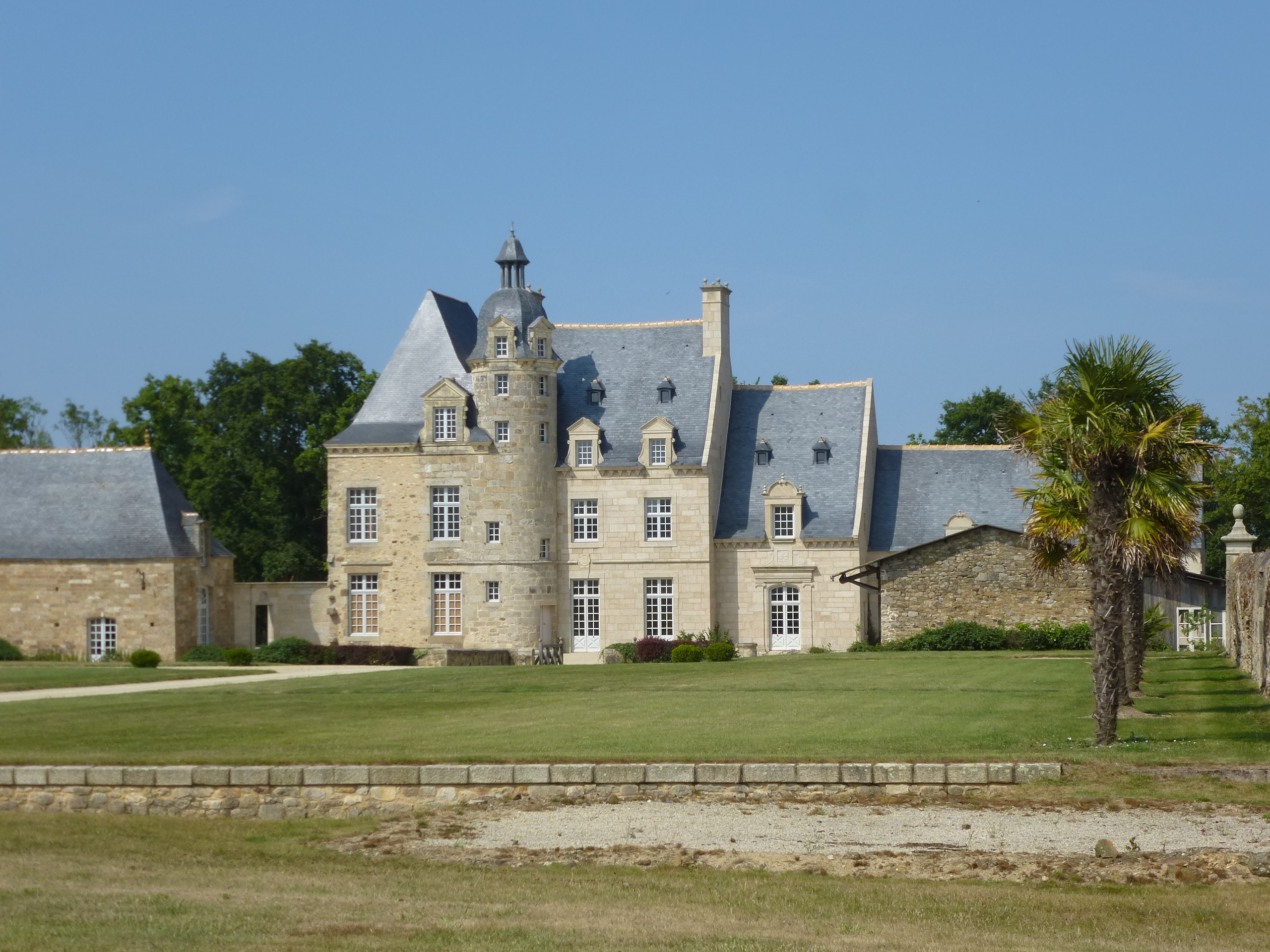
Le manoir de la Coudraye.
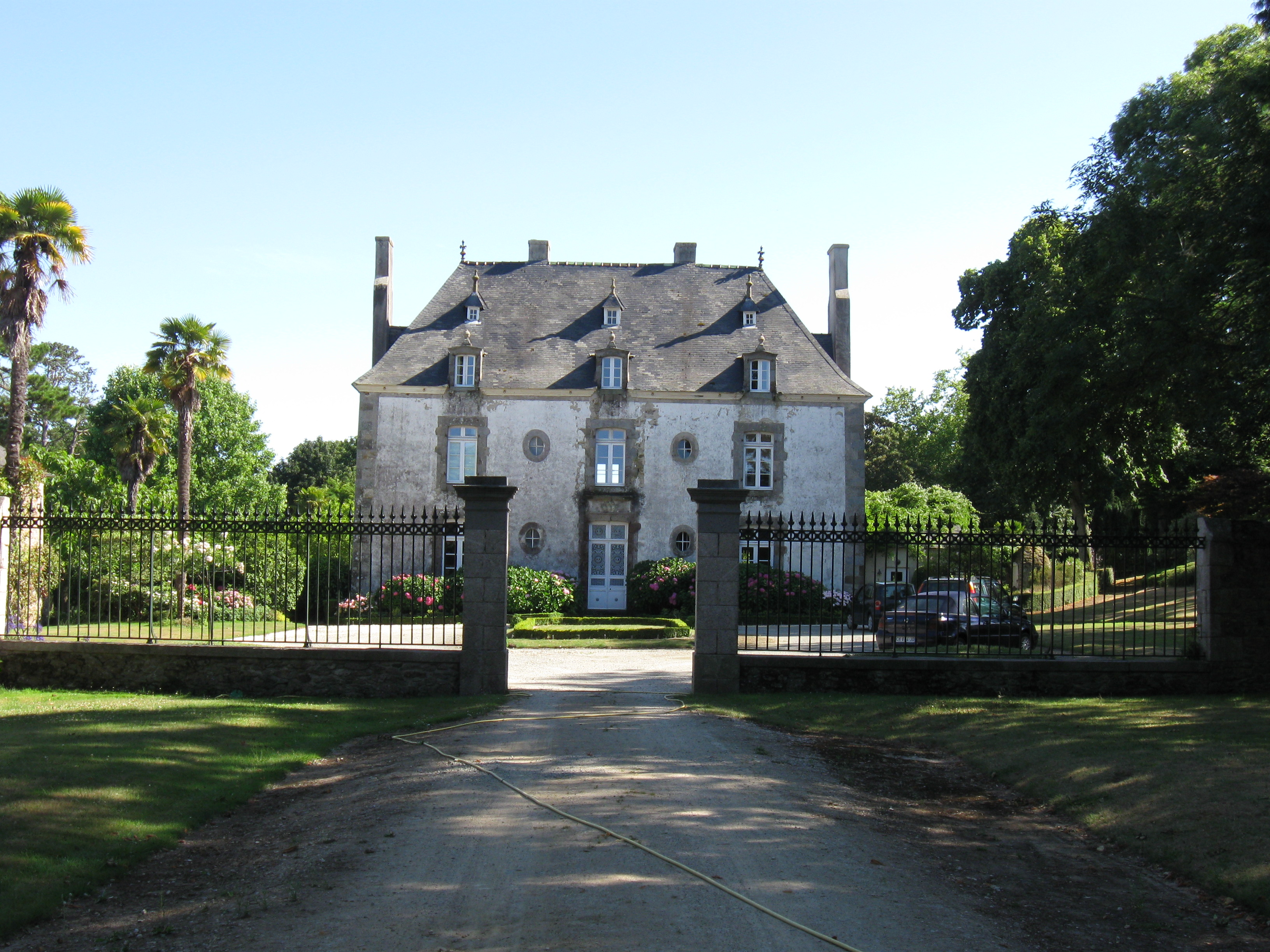
Le château de la Ravillais.

#### Le château d'eau
Le château d'eau s'élève à 104 m d'altitude, ce qui fait un édifice d'une hauteur de 57 m. La peinture rouge en dessous signifie qu'il sert de repère et point d'entrée ouest pour le circuit d'approche de l'aéroport de Saint-Malo-Dinard-Pleurtuit situé à proximité.
De mai à octobre, une crêperie accueille les visiteurs au sommet du château d'eau. Il est possible de monter pour profiter d'une vue imprenable sur les environs à 360 degrés. On peut voir la commune de Ploubalay dans son intégralité ainsi que les communes de Lancieux, Saint-Jacut-de-la-Mer, Saint-Briac-sur-Mer et Trégon. On peut apercevoir Saint-Cast et Pleurtuit. On distingue également Dinard, Saint-Malo, Dinan et plus loin encore. Par temps clair, on peut même voir jusqu'aux îles Anglo-Normandes ou le mont Saint-Michel.
Entre 2005 et 2008, le château d'eau a fait l'objet d'une étude pour la création d'un parc de loisirs et de sensations. Des aménagements chiffrés à hauteur de deux millions d'euros auraient permis au château d'eau de se doter d'équipements pour le saut à l'élastique et la descente en rappel. Un escalier extérieur aurait permis de gravir la tour en observant les environs. Le projet a été refusé lors d'un séance du conseil de la communauté de communes.
Lors de forts coups de vent le 15 août 2012, une partie du parapet en béton entourant le château d'eau s'est effondrée. Plusieurs tonnes de béton ont été arrachées et sont tombées sur le parking en contrebas, sans faire de victime. Dans l'attente des réparations et des conclusions des experts afin de déterminer les responsabilités (des antennes paraboliques d'opérateurs téléphoniques étaient fixées à cet endroit), la crêperie est fermée.

#### Le menhir de la Prévôté
Le menhir est placé à l'entrée du cimetière de Ploubalay. Il daterait de l'époque néolithique.

### Patrimoine naturel

#### Les vallées Bonas
Circuit naturel entre les arbres en descendant le long du Floubalay, les vallées Bonas proposent une balade conviviale permettent d'explorer rapidement plusieurs milieux naturels allant de la prairie au sous-bois humide où fourmillent les petites bêtes.
Ce circuit avait servi au rallye de moto-cross des 24 Heures de Bretagne qui se déroulaient à Ploubalay. Depuis, le circuit a été remis en valeur.

#### Les parcs de la mairie

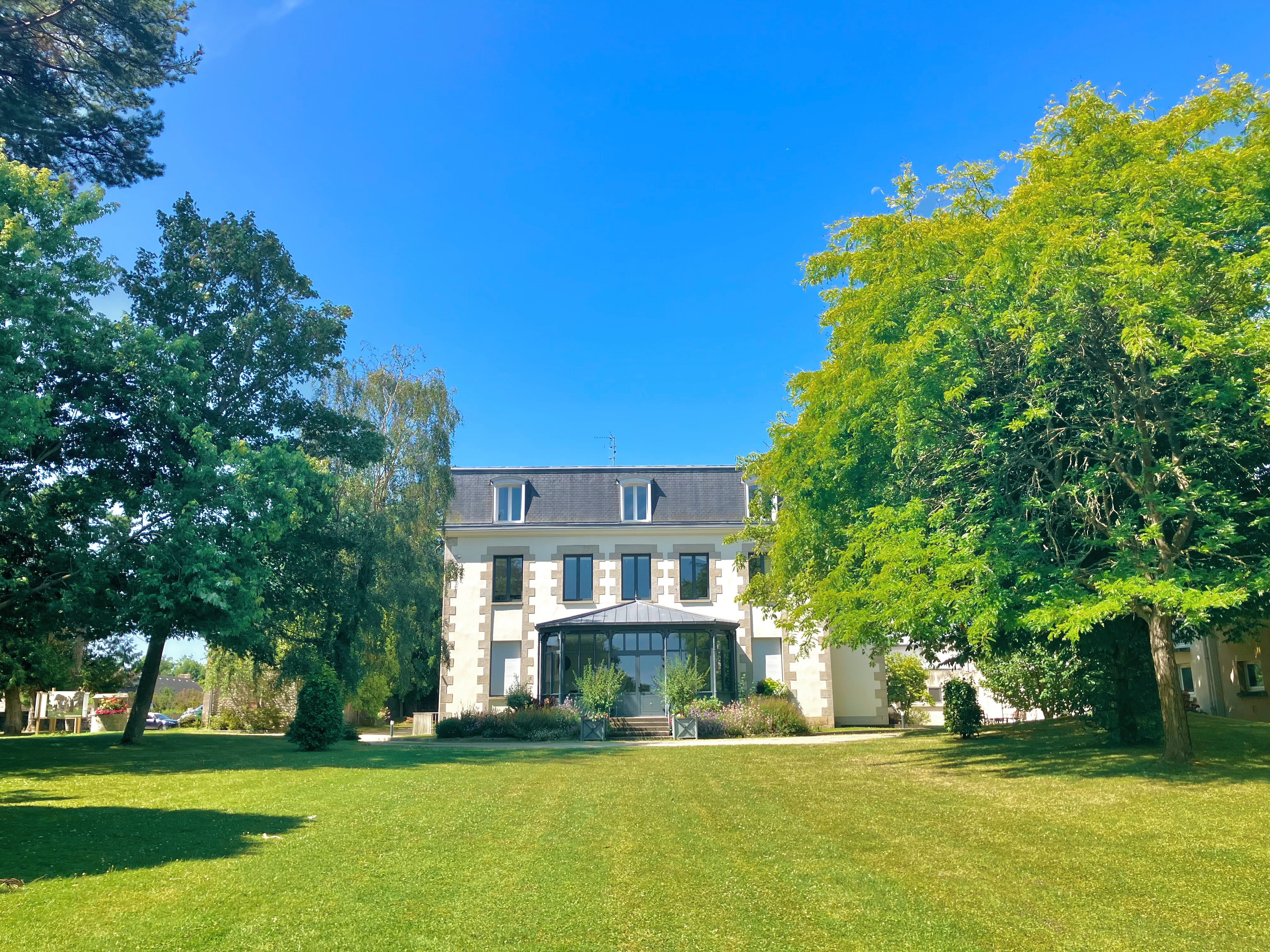
Le parc derrière la mairie.

Dans la commune de Ploubalay, il se trouve deux parcs distincts, gérés entièrement par le personnel communal. Il y a celui derrière l'actuelle mairie, offrant aux marcheurs de tous horizons une découvertes de plusieurs variétés de fleurs et d'arbres dans un calme reposant et délicieux… On peut y trouver un accès à l'ancienne bibliothèque de la ville. Depuis 2009, un nouveau parc a été édifié dans une partie face à la mairie.

#### L'étang du Bois Joli
Cet étang est situé entre Ploubalay et Pleurtuit. Cette réserve artificielle est munie d'un barrage qui alimente les communes des alentours. On peut faire le tour de l’étang à pieds ou à vélo mais la navigation est interdite.

#### Les polders dans la baie de Lancieux

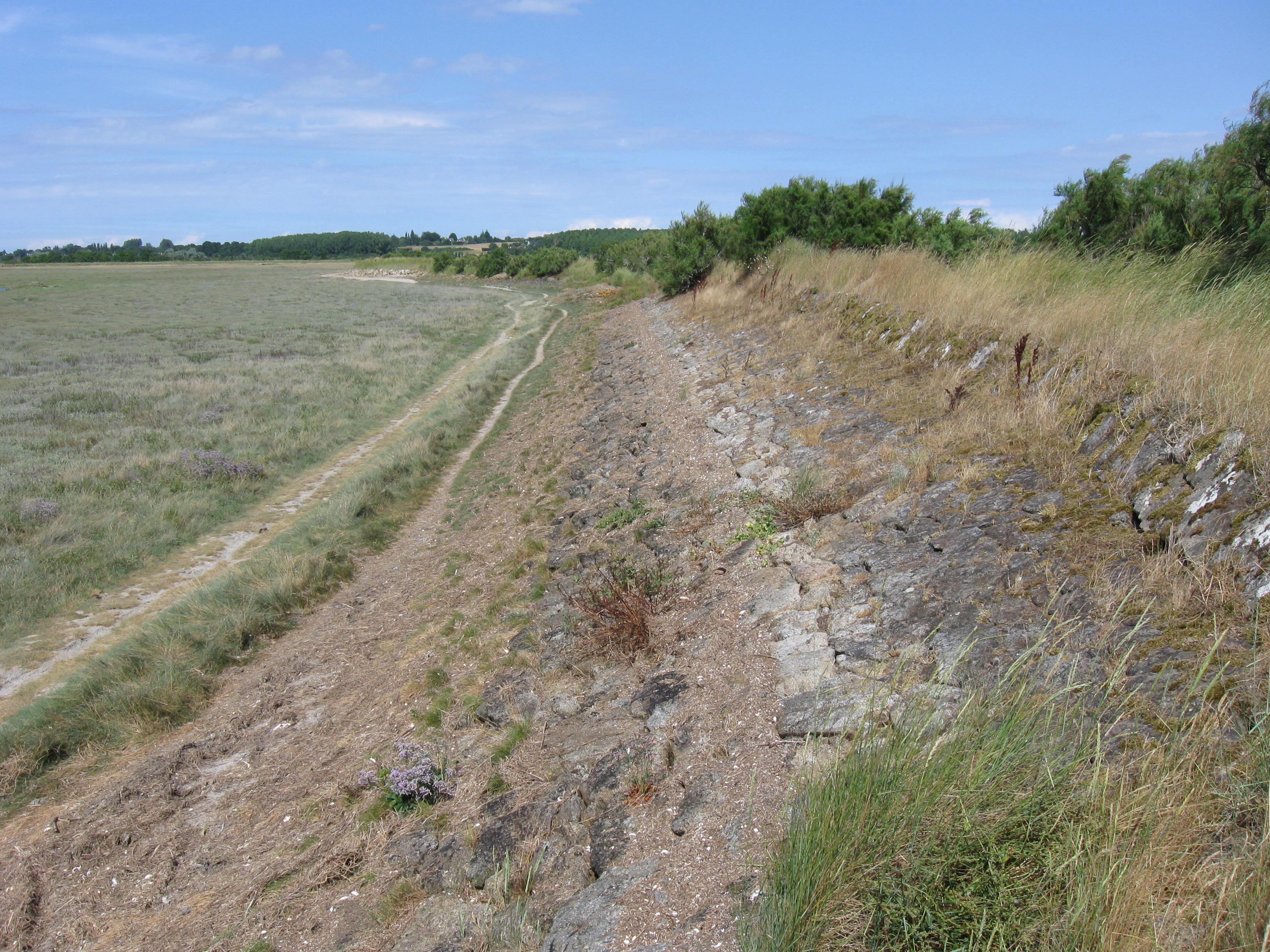
Une digue des polders.

Les polders de Ploubalay dans la baie de Lancieux classée en zone naturelle d’intérêt écologique, faunistique et floristique (Z.N.I.E.F.F) 
ont été créés par des moines bénédictins de l’abbaye de Saint-Jacut.
La plus ancienne digue (la Digue des Moines) aurait été construite vers la fin du XVe siècle pour protéger les zones des Bauglais et des Briantais.
Les autres digues ont été construites au XVIIe siècle et au XVIIIe siècle sous la direction de l'abbaye mais par des repris de justice de la ville de Saint-Malo.
On ne faisait pas seulement de l'agriculture mais aussi de la saliculture, activité très présente dans la zone Lancieux-Ploubalay. Au XVIIIe siècle, on pouvait compter 13 salines dans la baie de Lancieux.
Les polders sont aussi un lieu de halte migratoire à mi-parcours entre les pays du Nord et du Sud. On observe des espèces limicoles (bécasseaux, les gravelots, les chevaliers et les barges) ainsi que des espèces de fauvettes (des jardins, à tête noire, babillarde).
On peut distinguer deux zones littorales : 
- la slikke (vases de sel recouvertes après chaque marée) : on y trouve par exemple la Spartine d'Angleterre qui a la particularité de résister au sel et qui progresse avec les apports de sédiments naturels ;
- le schorre (zone recouverte seulement à quelques périodes de l'année, pendant de grandes marées) : on y trouve des plantes rares comme la lavande de mer, l'obione et des prairies de puccinellies.
En septembre 2020, une brèche s'est ouverte dans la digue.

### Personnalités liées à la commune

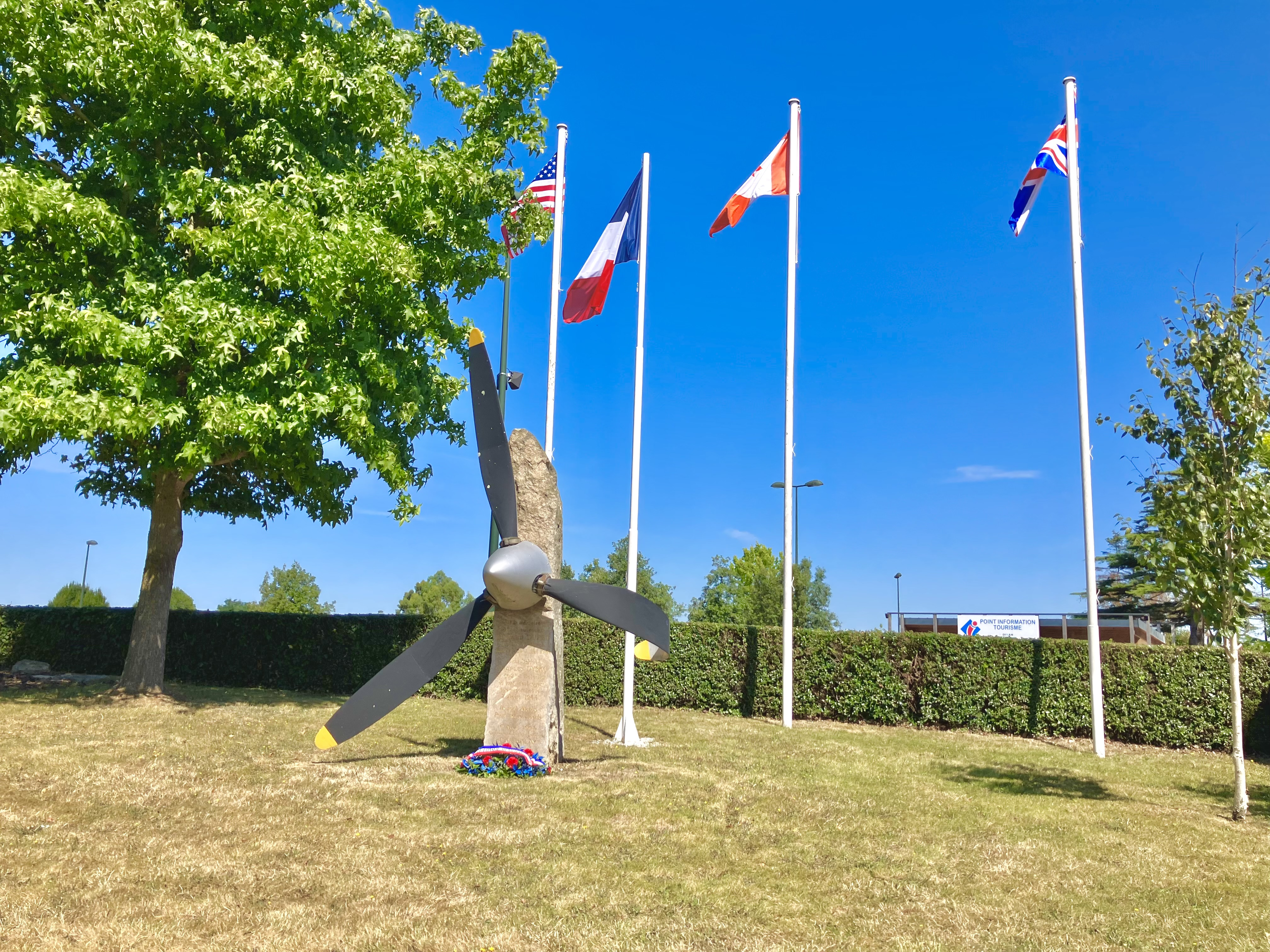
Mémorial composé de l'hélice du F-5 Lightning The Florida Gator du lieutenant Edward Durst tombé le 24 juillet 1944.

- Saint Balay, saint patron de Ploubalay fêté le 12 juillet.
- Guy Homery : religieux français, fondateur des Religieuses de la Divine Providence est né à Ploubalay en 1781.
- Henri Lassourd, ancien député d'Ille-et-Vilaine (1968-1973) est né à Ploubalay.
- Un monument commémoratif composé avec l’hélice du F-5 Lightning The Florida Gator (42-67119) du 22nd Photographic Squadron, 7th Photographic Reconnaissance Group, qui s'est écrasé près de Ploubalay le 24 juillet 1944, tuant le pilote 2e lieutenant Edward W. Durst Jr. Ce mémorial a été érigé à sa mémoire ainsi qu'à celle du Pvt. Charles Dysko du 802e bataillon de chasseurs de chars qui a été tué au combat le 7 août 1944.
- Robert Bouloux, coureur cycliste français, professionnel de 1969 à 1977, est né à Ploubalay.
- Fabrice Jeandesboz, coureur cycliste français professionnel de 2009 à 2017. Il réside à Ploubalay.
- Ronan Letoqueux (d), dit RealMyop, vidéaste originaire de Ploubalay[36].

### Héraldique
| Blason | Blasonnement : D'argent à la bande de gueules chargée de trois macles d'or et surmontée d'un lion de gueules armé, lampassé et couronné d'or. |

Blason de la famille du Plessis de Grenédan